# حديقة نارنجستان قوام
حديقة نارنجستان قوام هي واحدة من الحدائق التاريخية في إيران. حيث يعود إنشائها إلى الحقبة القاجارية في مدينة شيراز التي تُعَد من المدن التي تكثر فيها الحدائق الغناء والبساتين والغابات والشقائق التي تستقطب السائحين. وتُعتبَر هذه الحديقة والأبنية داخلها من الأماكن الثمينة وذلك بسبب عمرها التأريخي العريق الذي يعود إلى القرن التاسع عشر. لقد سميت هذه الحديقة بنارنجستان أي (حديقة النارنج) وذلك بسبب كثرة اشجار النارنج فيها.
- ان حديقة نارنجستان تُعَد معرضاً فنياً نتمكن عبره من مشاهدة أعمال ومعالم متبقية من سبعة فنون إيرانية تتمثل في التجصيص والرسم التقليدي والزخرفة بالمرايا والطوب ونحت الأحجار وفن التطعيم والنحت على الخشب.[5]

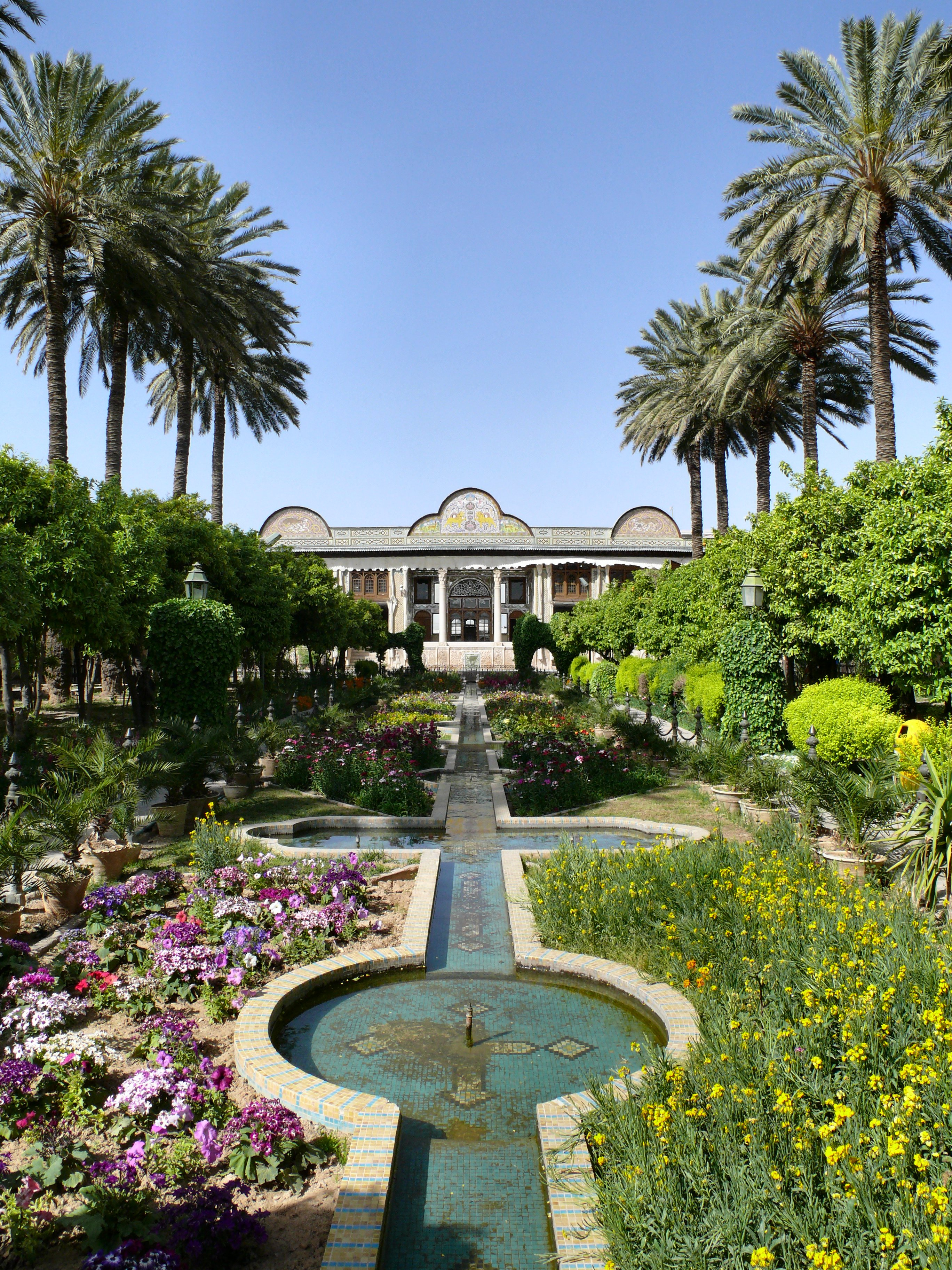

## الموقع
تقع حديقة نارنجستان قوام في مدينة شيراز، وفي منطقة بالا في القسم الشرقي من شارع لطف علي خان زند.

## تاريخها

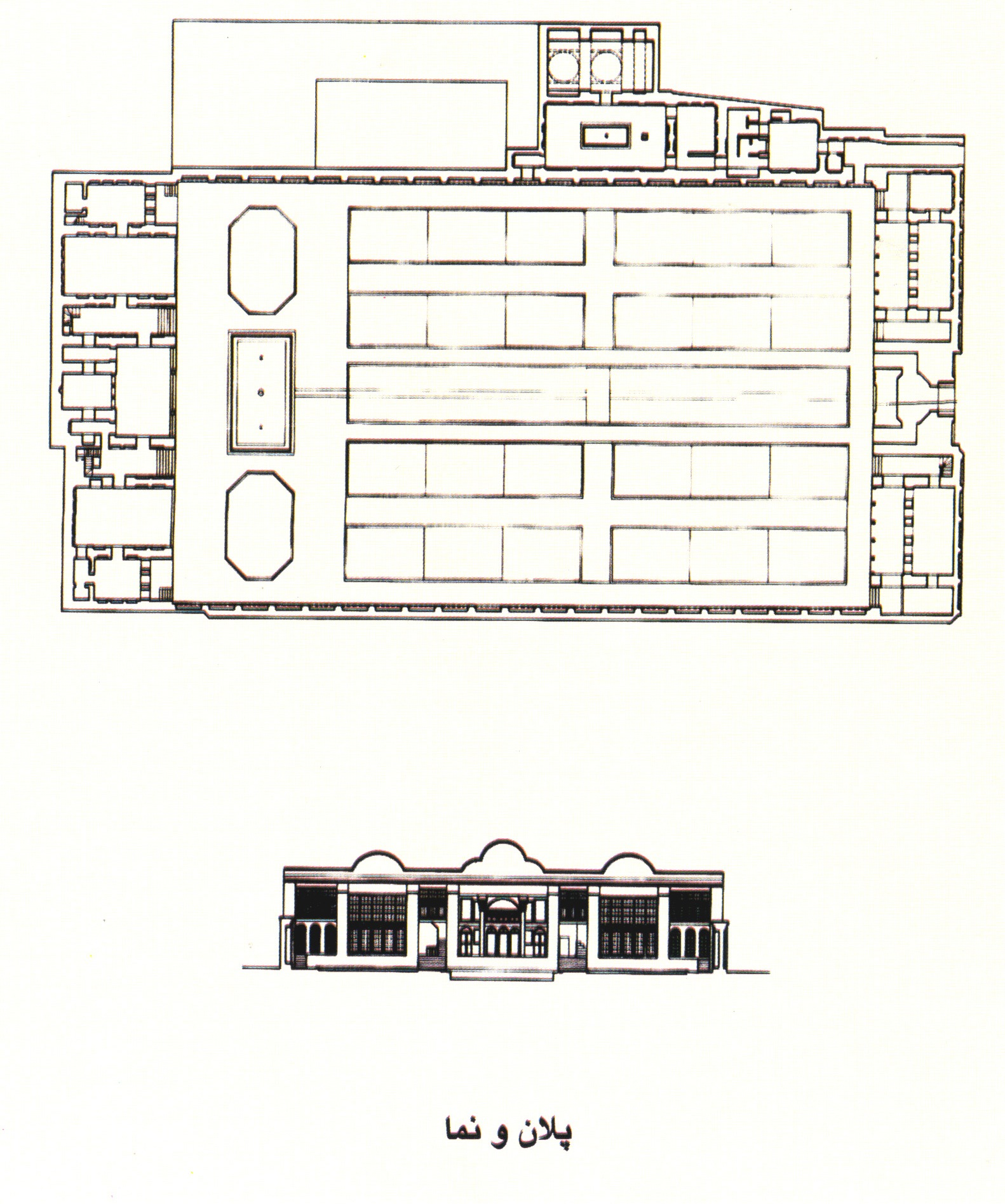

كانت بداية إحداث هذه المجموعة أي (الحديقة والأبنية داخلها) على يد علي محمد خان قوام الملك في العام 1300 هجري شمسي. ومن ثم أَكمل العمل من بعده ابنه محمد رضا قوام الملك.

## عمارة الحديقة
تُعتبَر حديقة نارنجستان أو حديقة قوام من العمارات التأريخية المتبقية من السلالة القاجارية في شيراز. ومن السمات الحصرية البارزة لهذه العمارة، هي أن المحورين الداخلي والخارجي لها يقومان على بعضهما البعض. وقد بُنيَت العمارة الخارجية لنارنجستان خصيصاً لاستقبال الضيوف وتوفير مستلزمات الراحة لهم ولإقامة المراسم والحفلات، إضافةً إلى إجراء الشؤون التجارية.
يمتد المدخل الرئيس للحديقة وباتجاه الجنوب وعلى امتداد المحور الأساس، وينتهي إلى دهليز مزخرف بأنواع الطوب، وعلى ناصيته وضِعَت كتيبة من حجر الرخام الأحمر منقوشة بآيات من القرآن الكريم. اما سقف الدهليز فهو مُزَّيَن بأنواع الطوب والقاشاني والقاشاني المقرنس على شكل النجمة. تَحُدّ هذه الحديقة من الجهة الشمالية والجنوبية والشرقية بنايات، وفي امتداد فناء العمارة، نرى واحداً وعشرين عقداً قوطياً. يَعرض أكبر هذه العقود صوراً عن ثلاثة من رجال حاشية البلاط الزندي منقوشة على القاشاني، وهم يرتدون ملابس طويلة. حيث يحمل أحدهم قدحاً والثاني بيده كأس والثالث يحمل بيده آنية مملوءة بالفواكه. كما نشاهد في الجهة الأمامية للعمارة الاصلية أبواباً أرسية مزخرفة بزجاجات ملونة. يُذكَر أن هذه الزجاجات الملونة جيء بها من أوروبا إلى إيران خلال الحكم القاجاري. هذا وأن الأصداف المستخدمة في زخرفة الأبواب قد جيء بها من الخليج العربي.

## معرض الصور

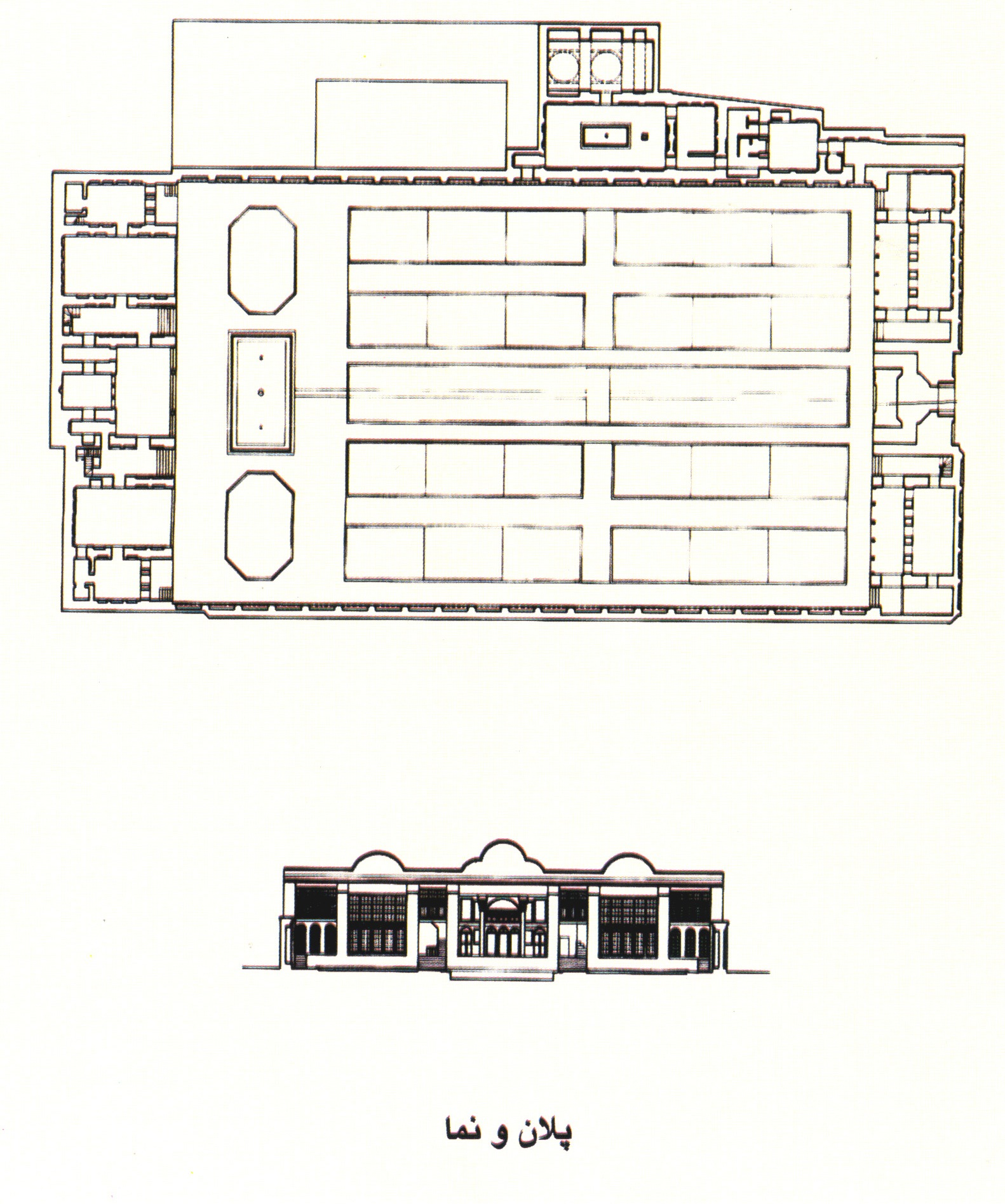
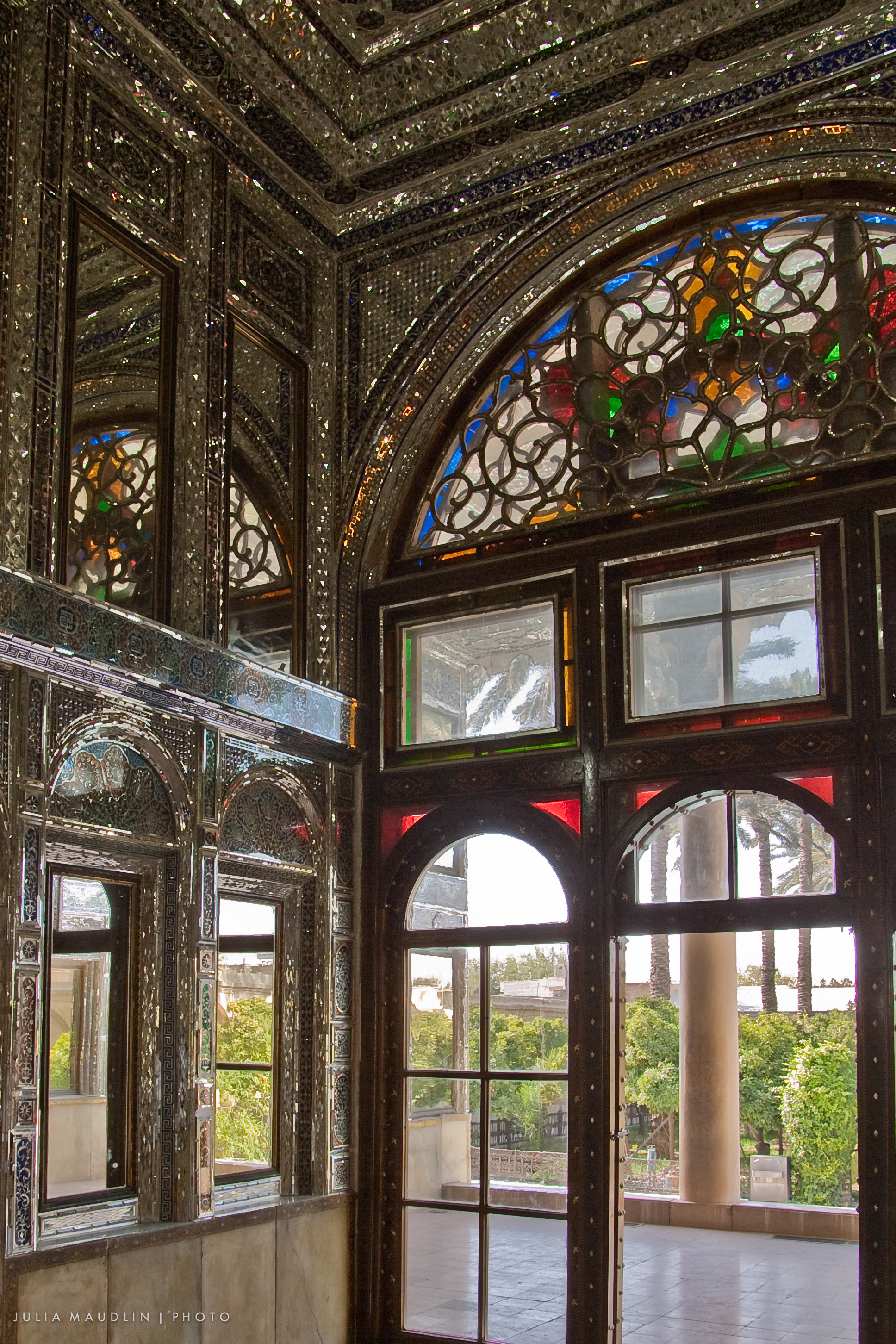
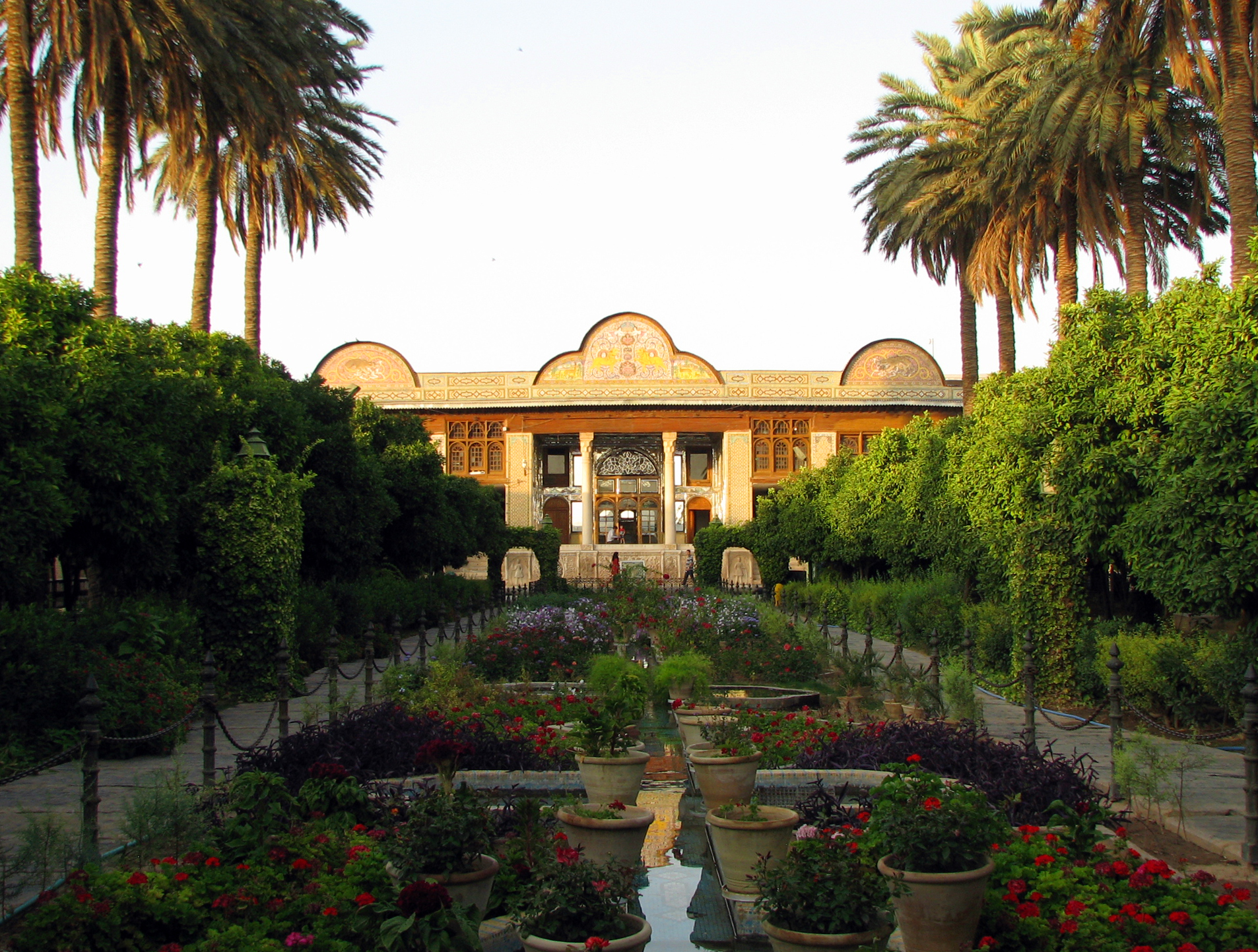
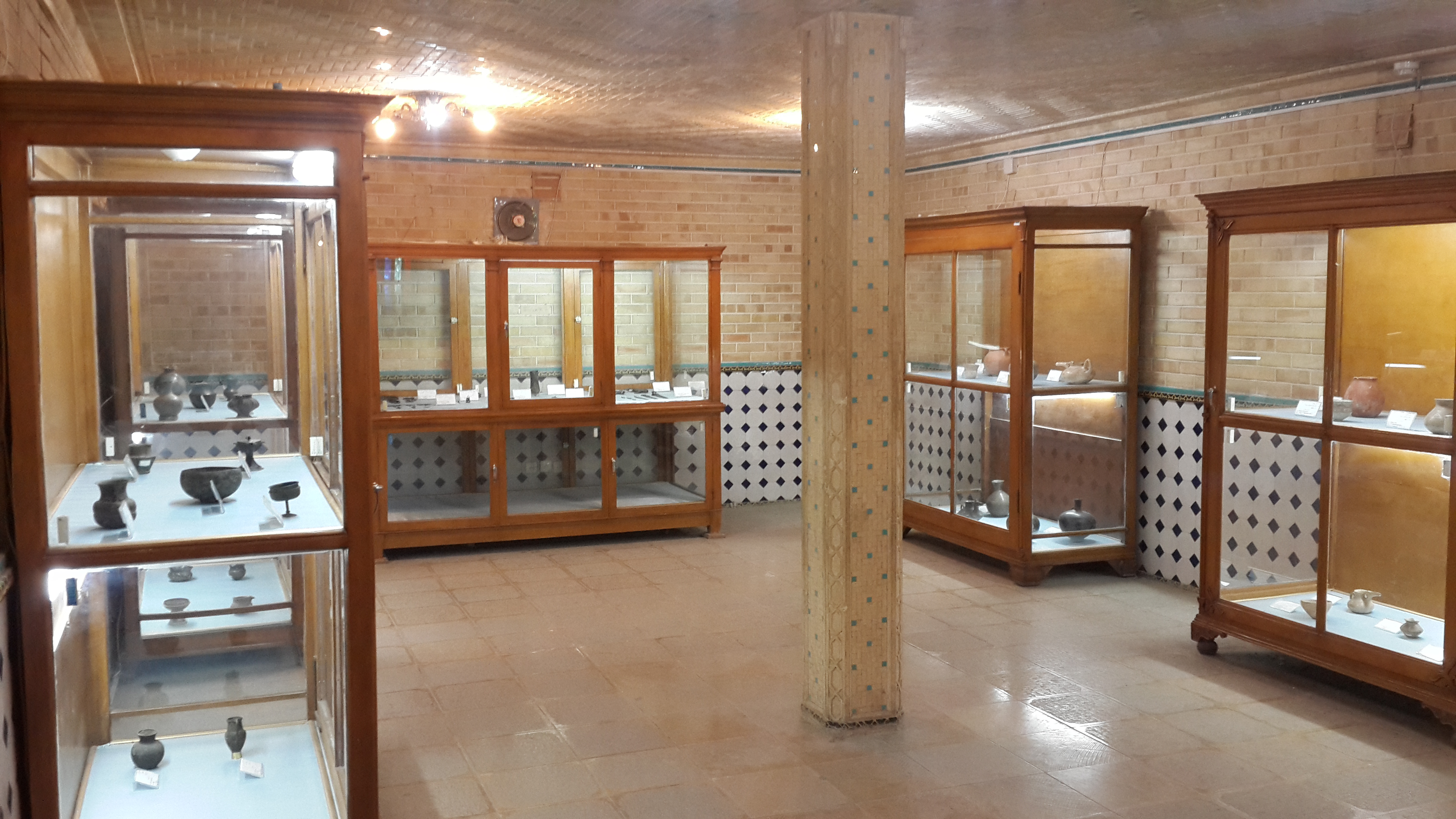
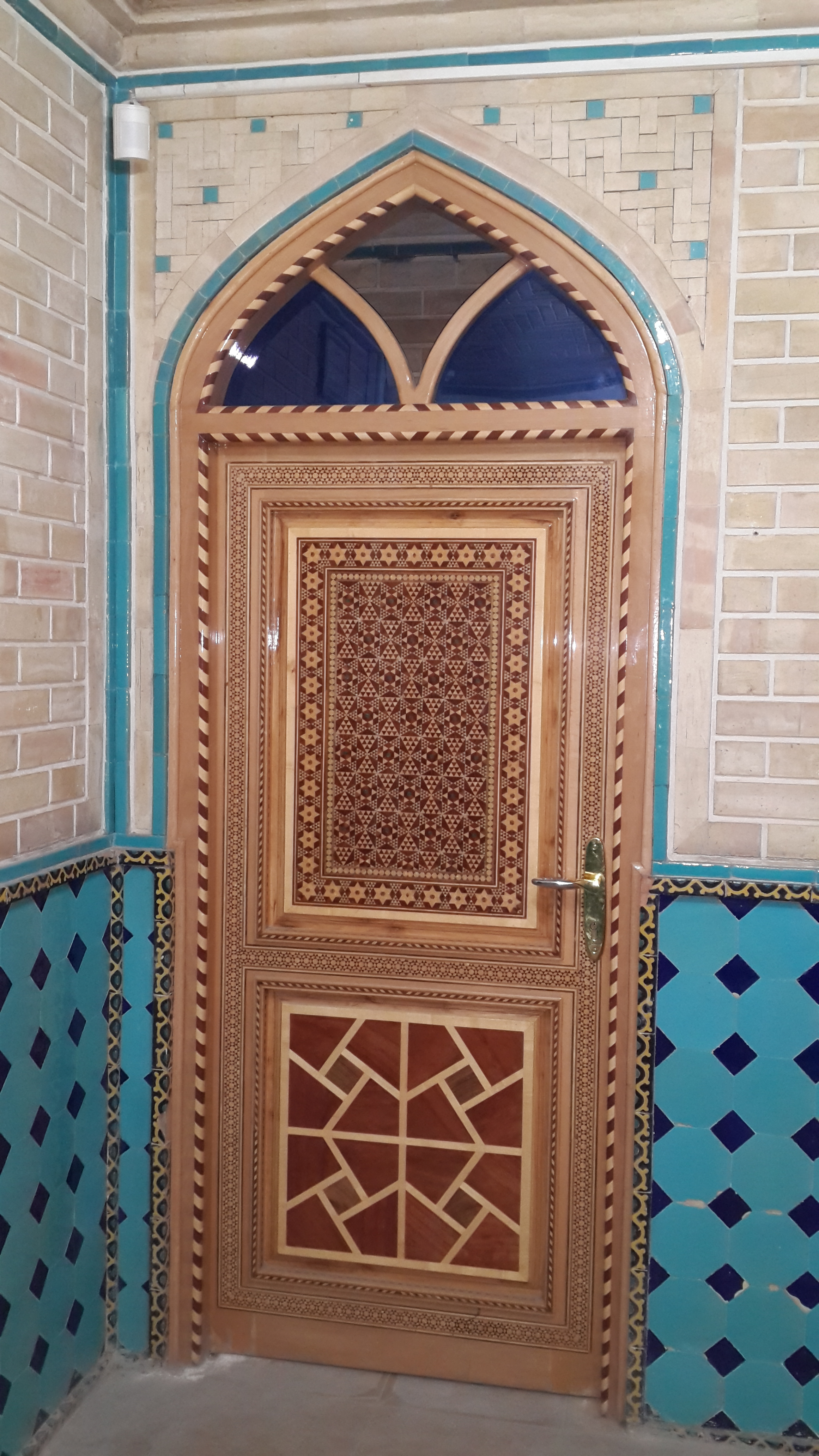
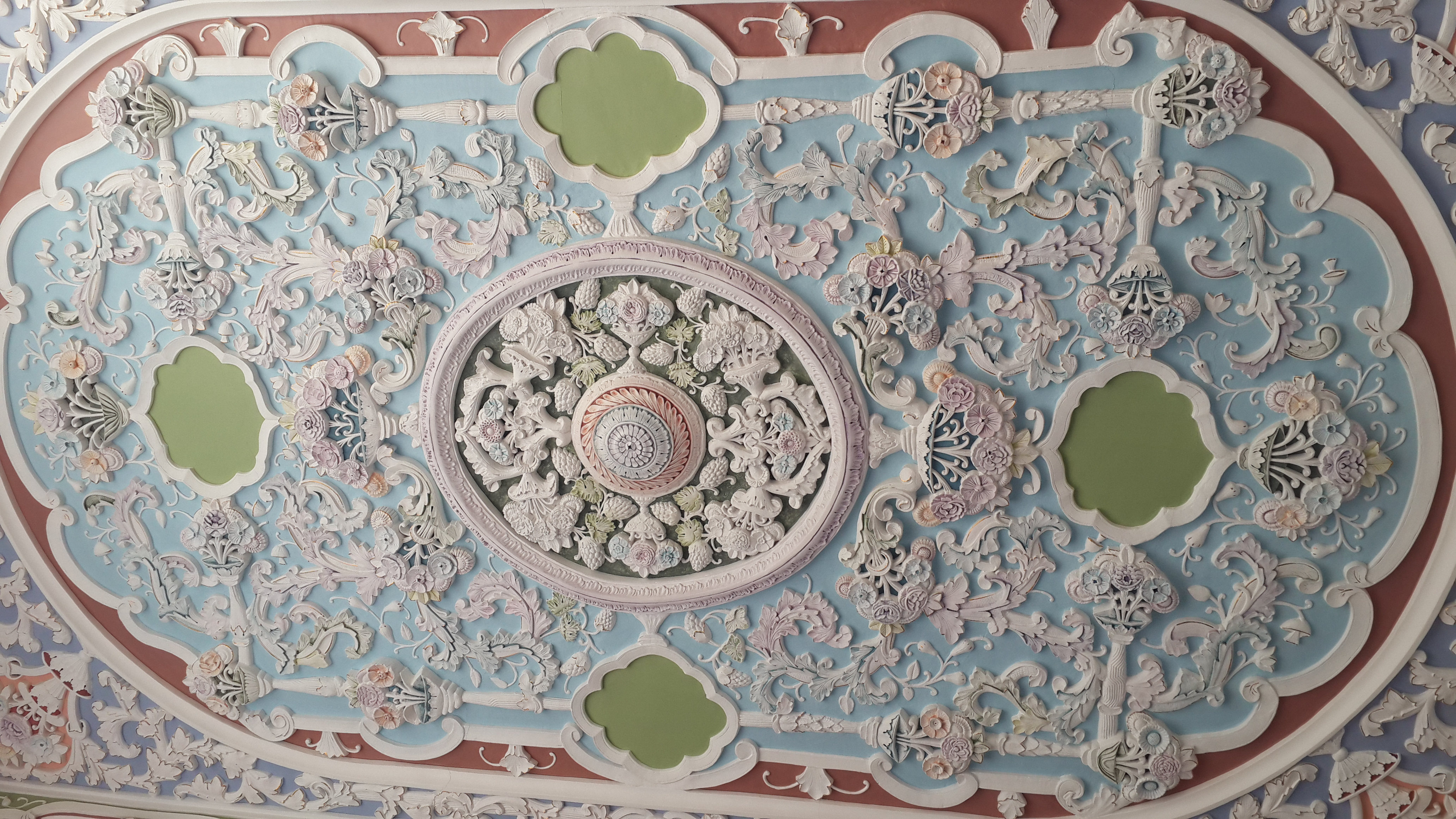
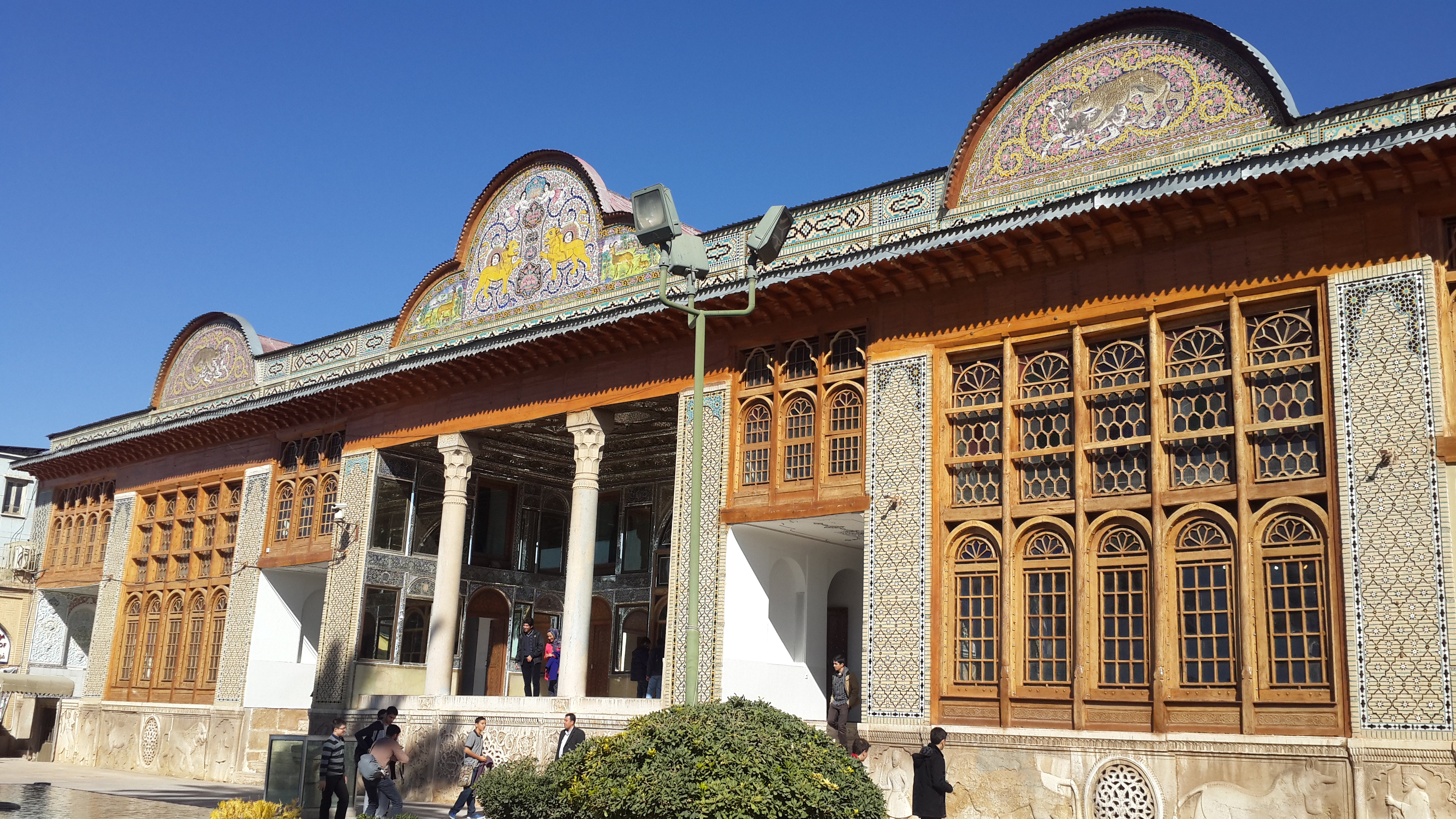
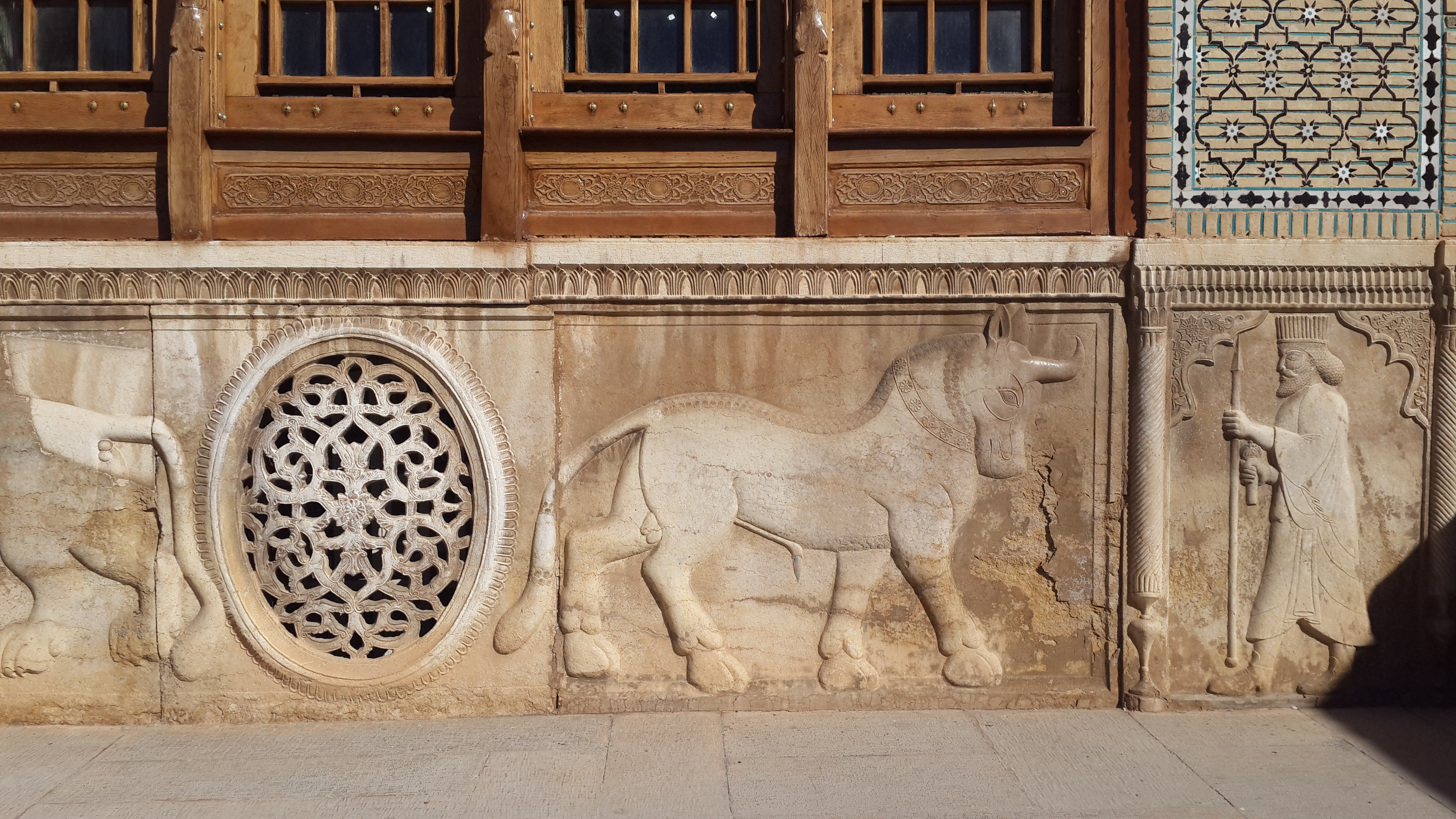
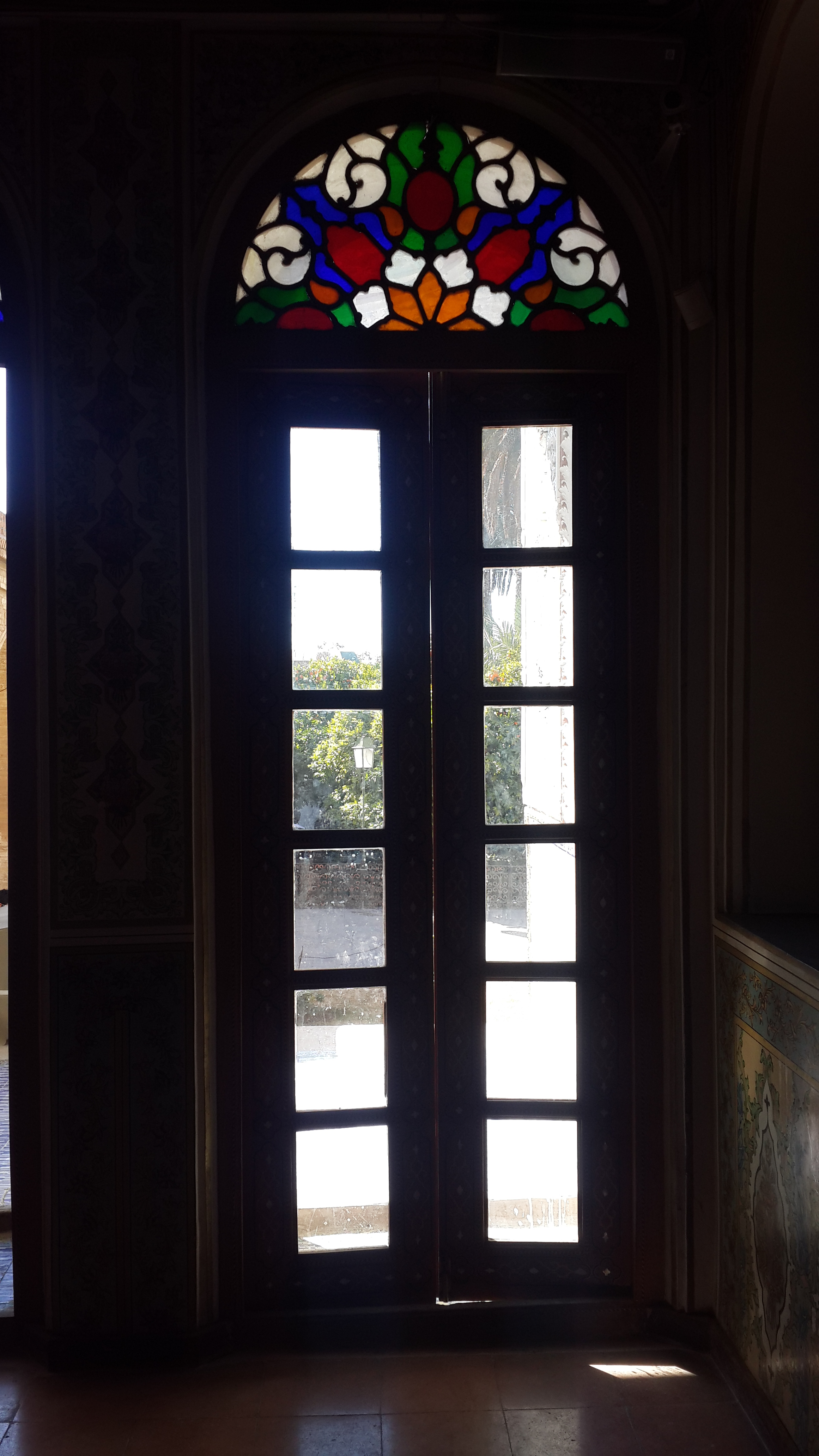
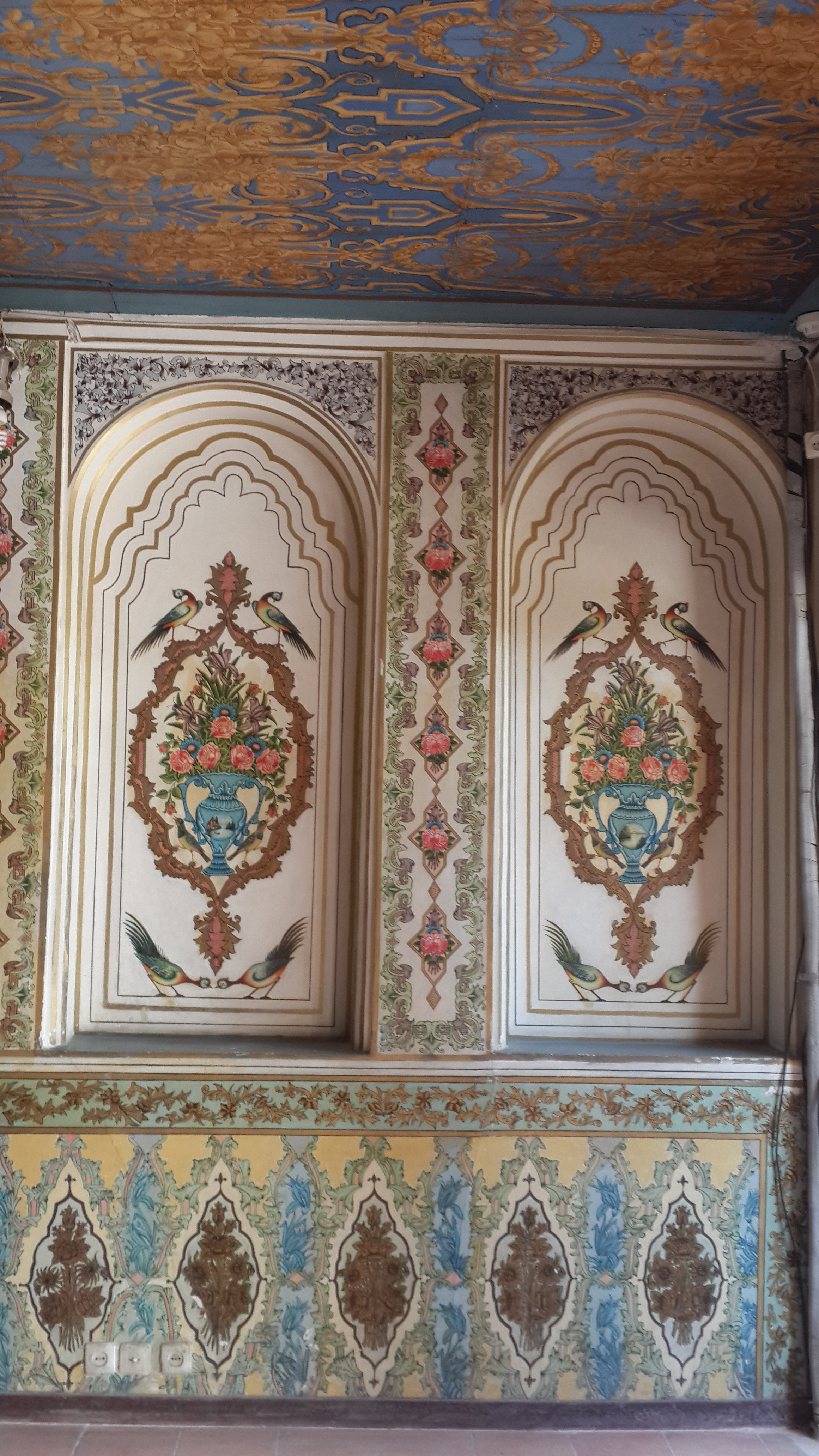
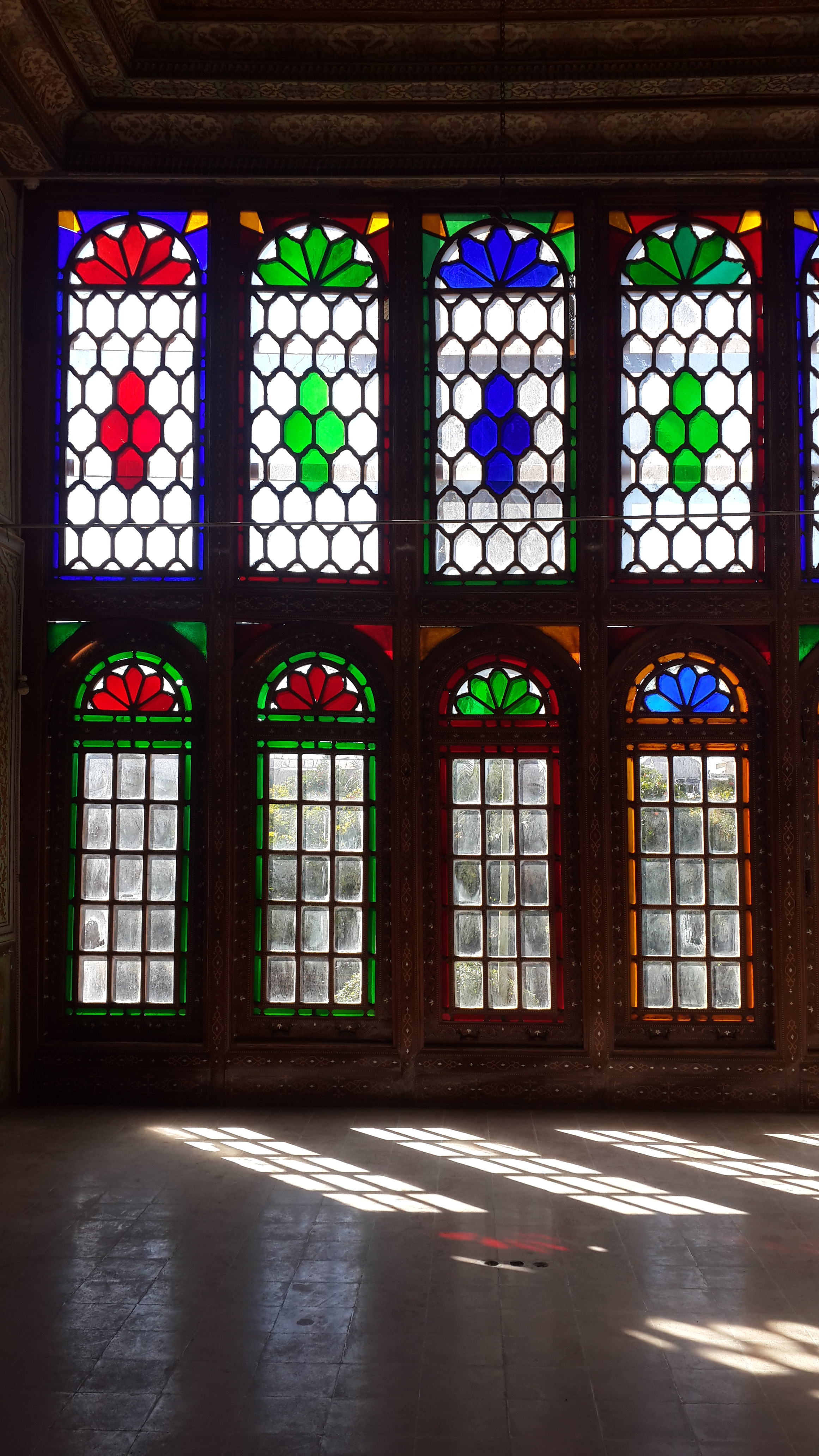
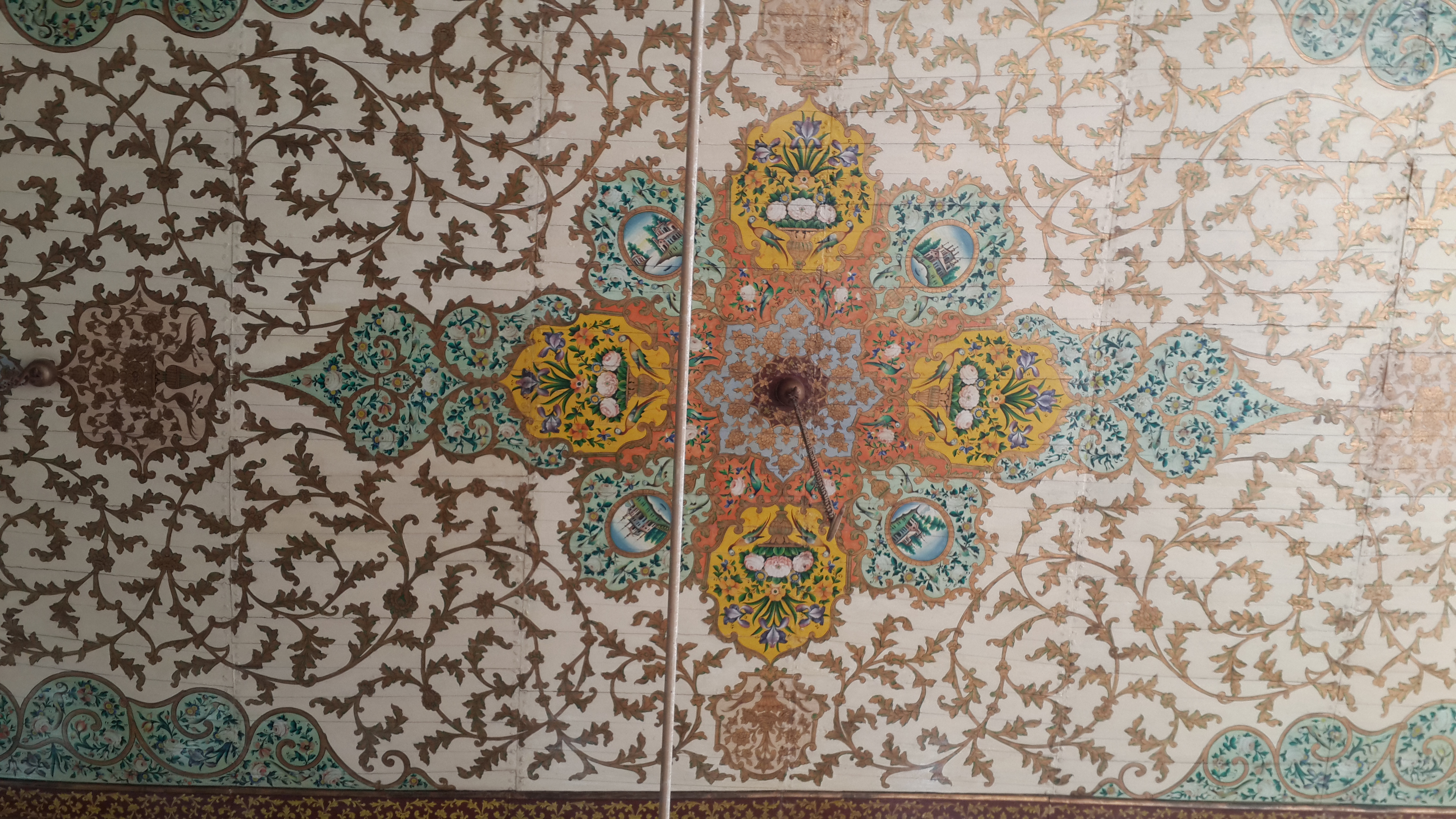
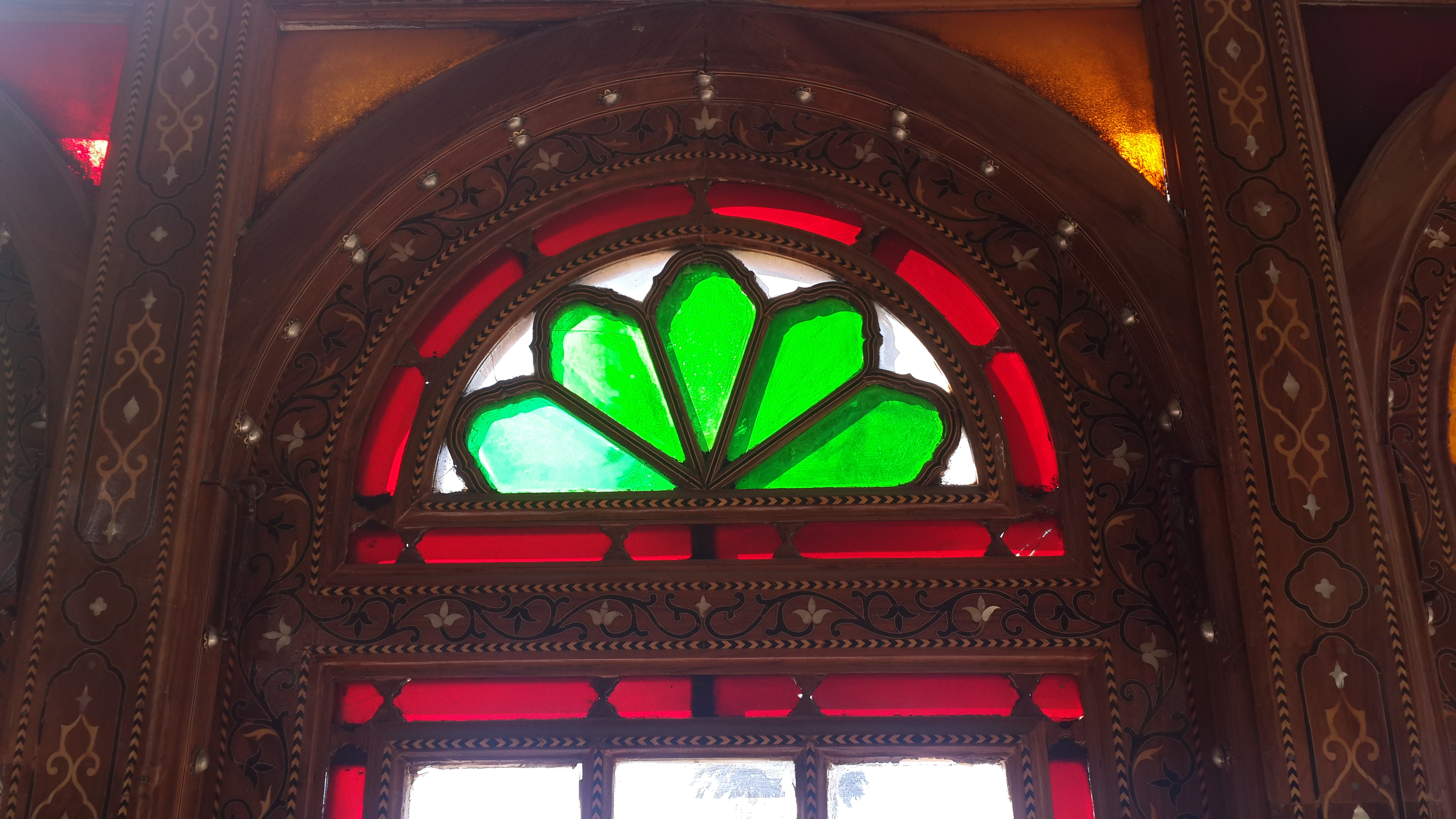
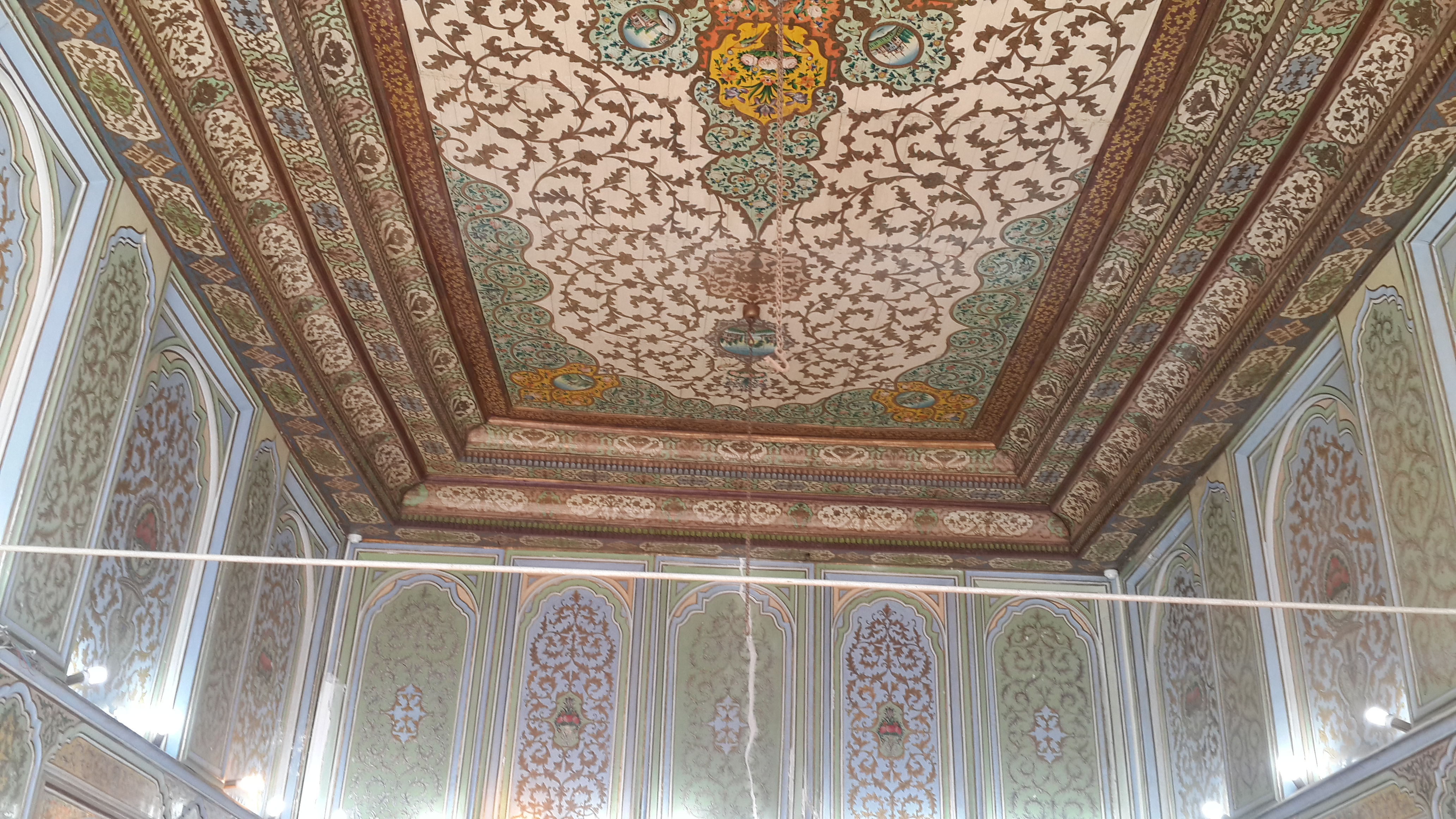
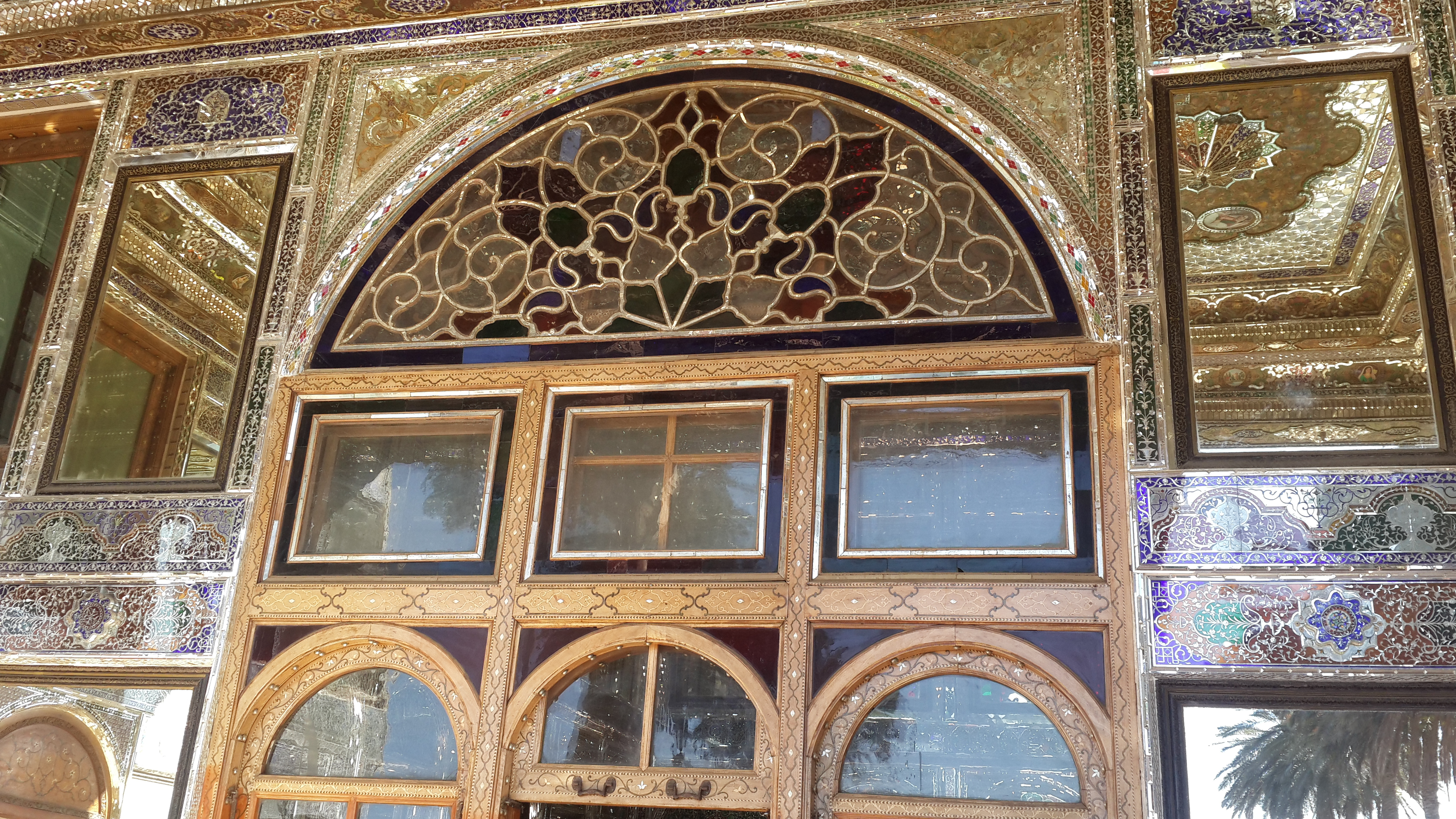
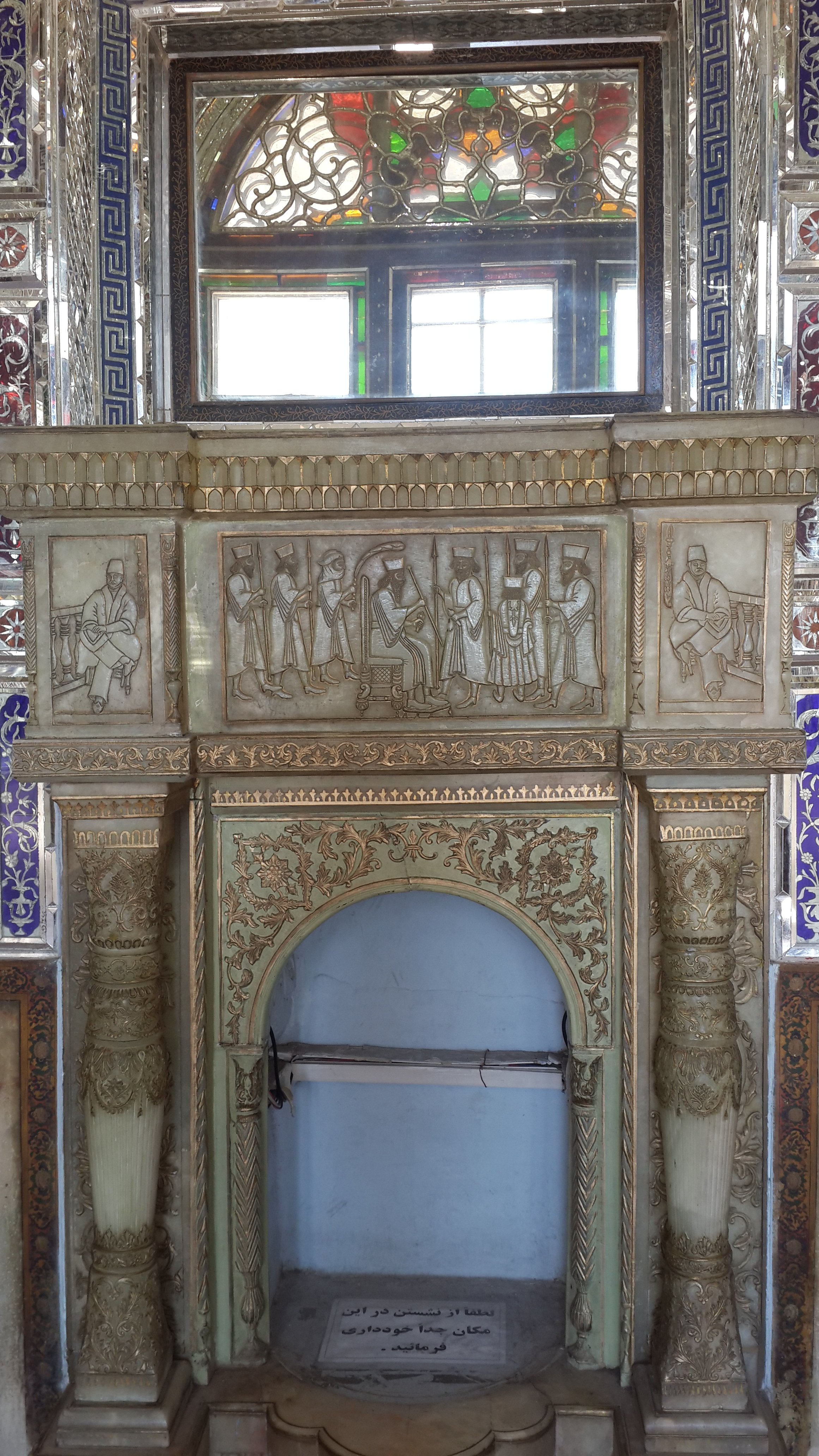
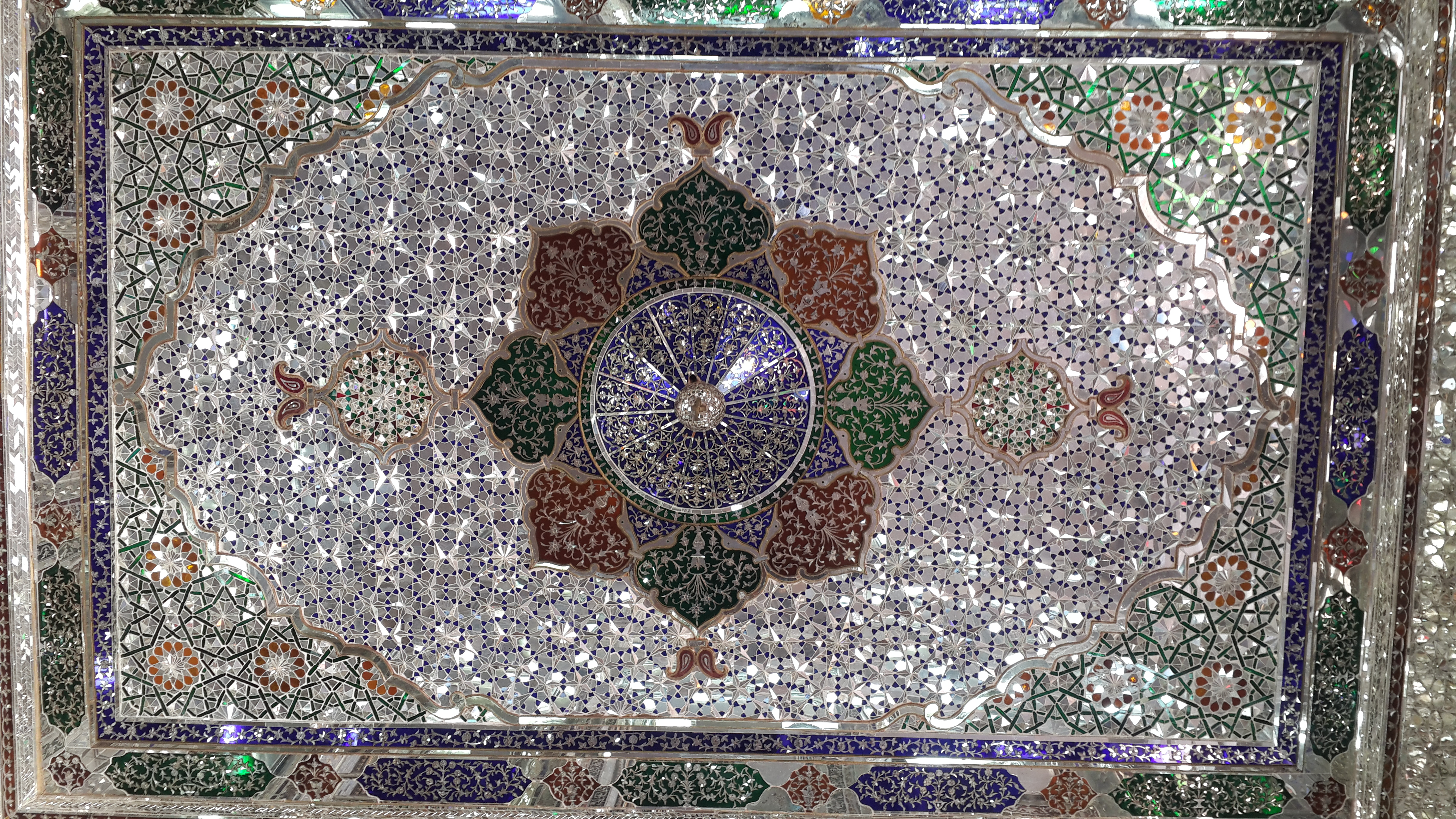
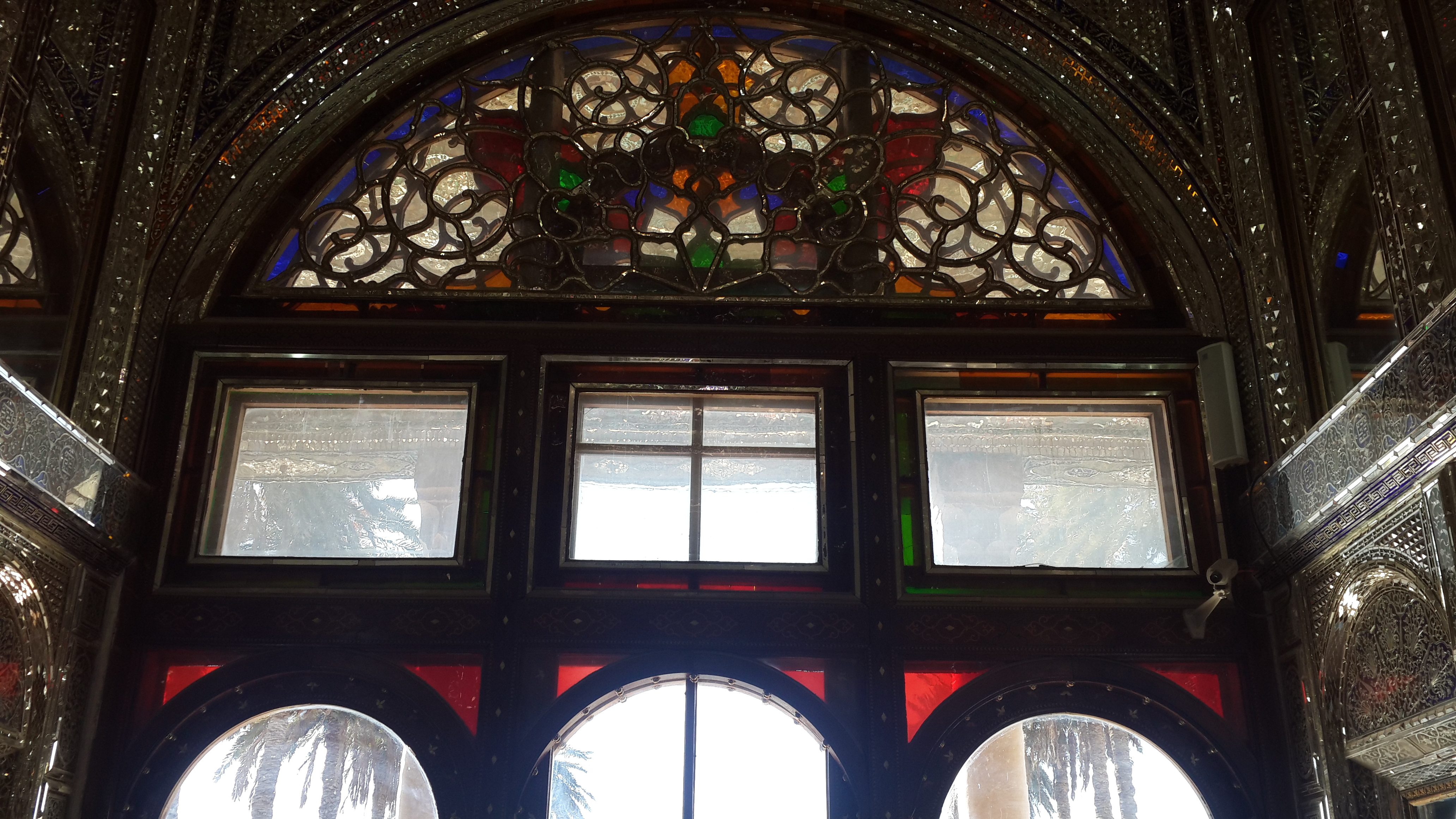
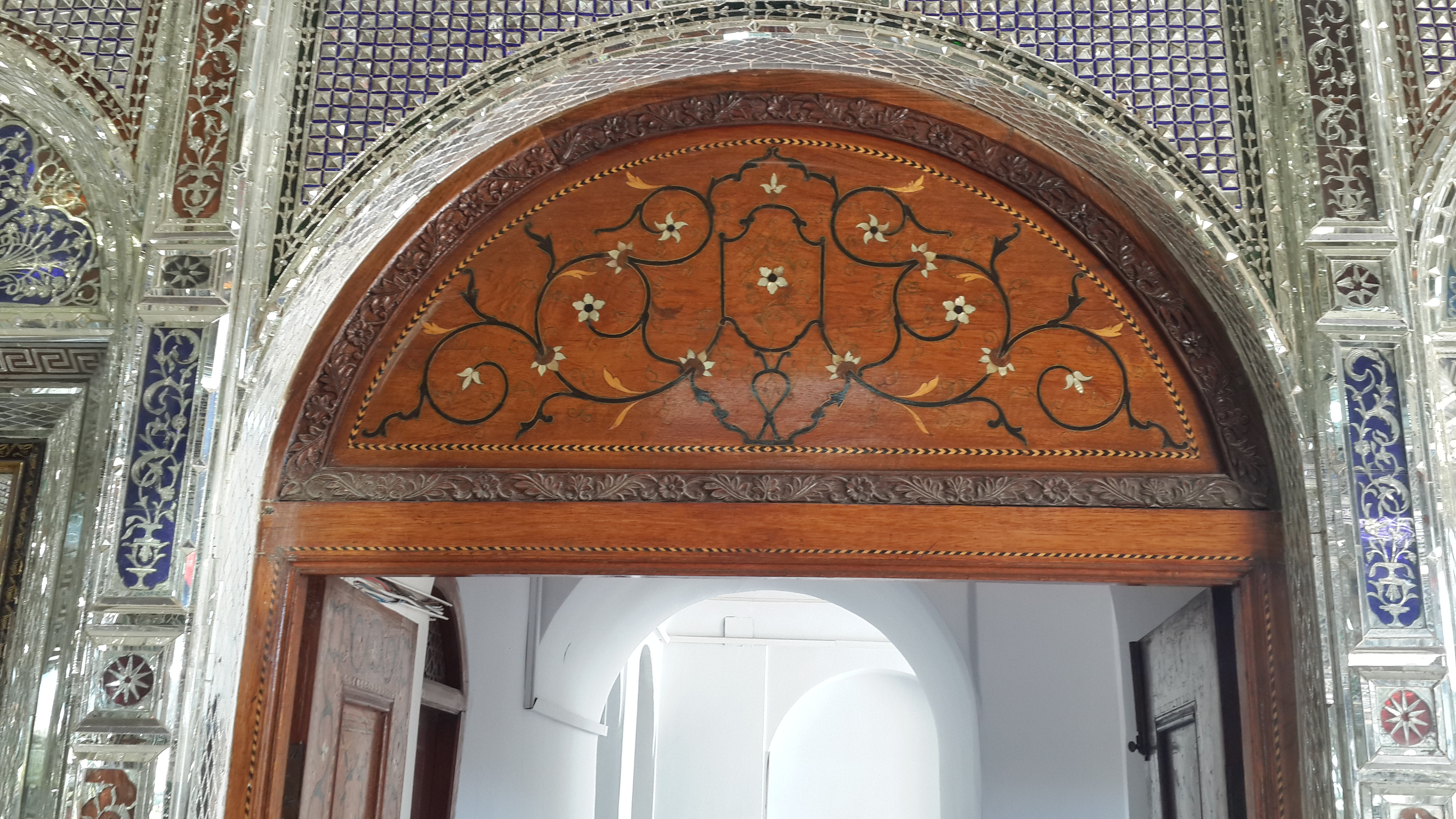
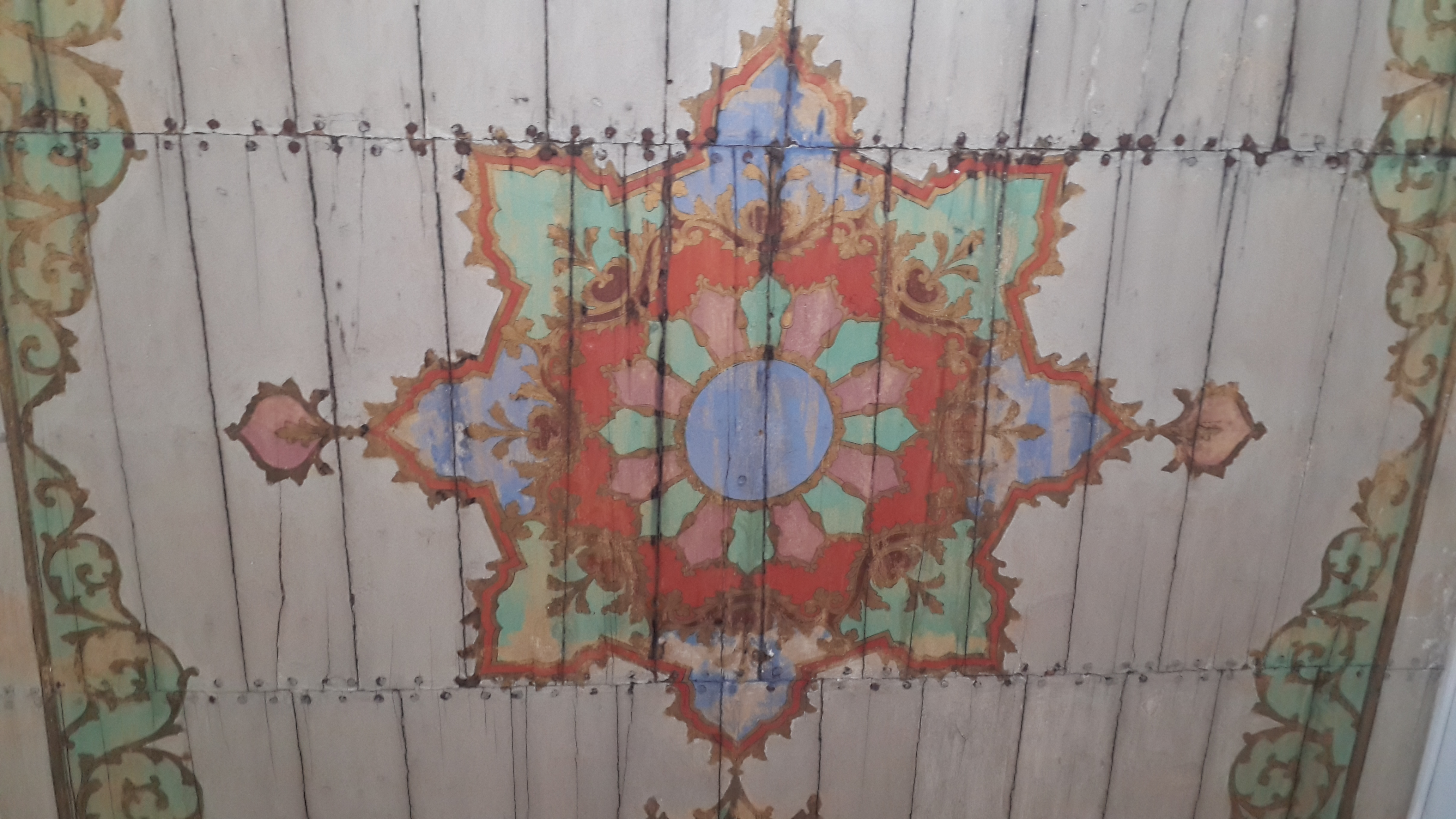
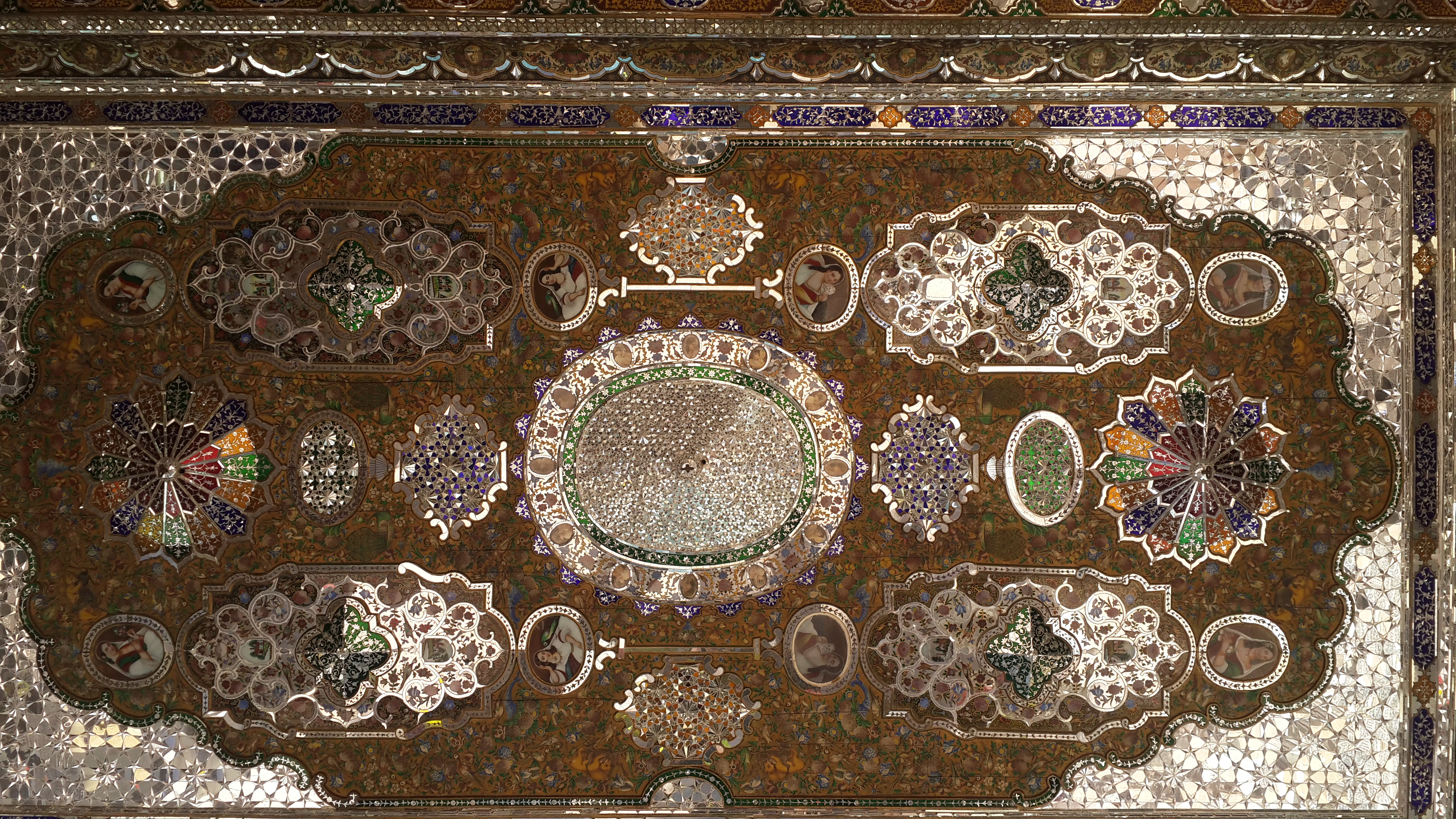
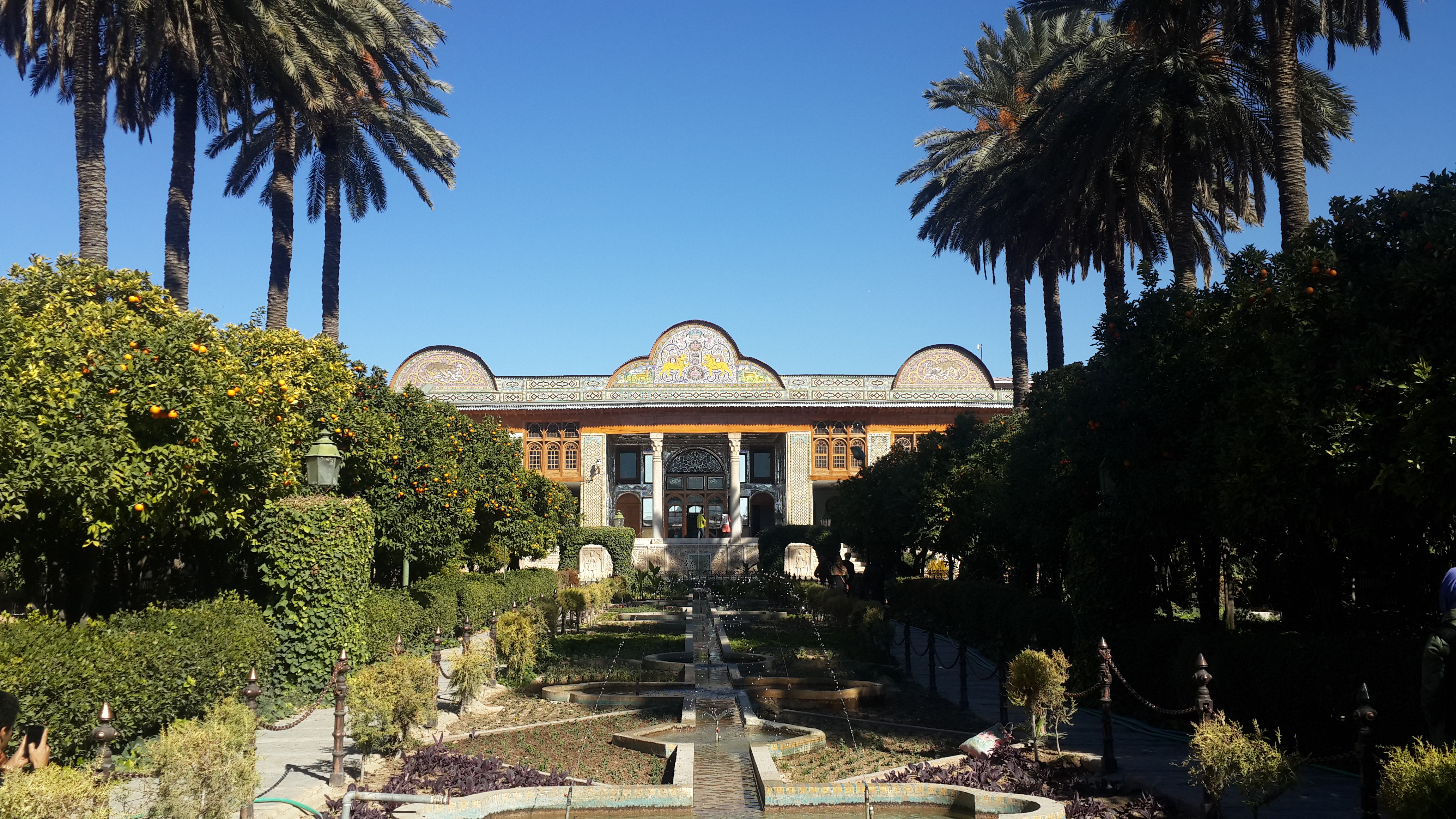
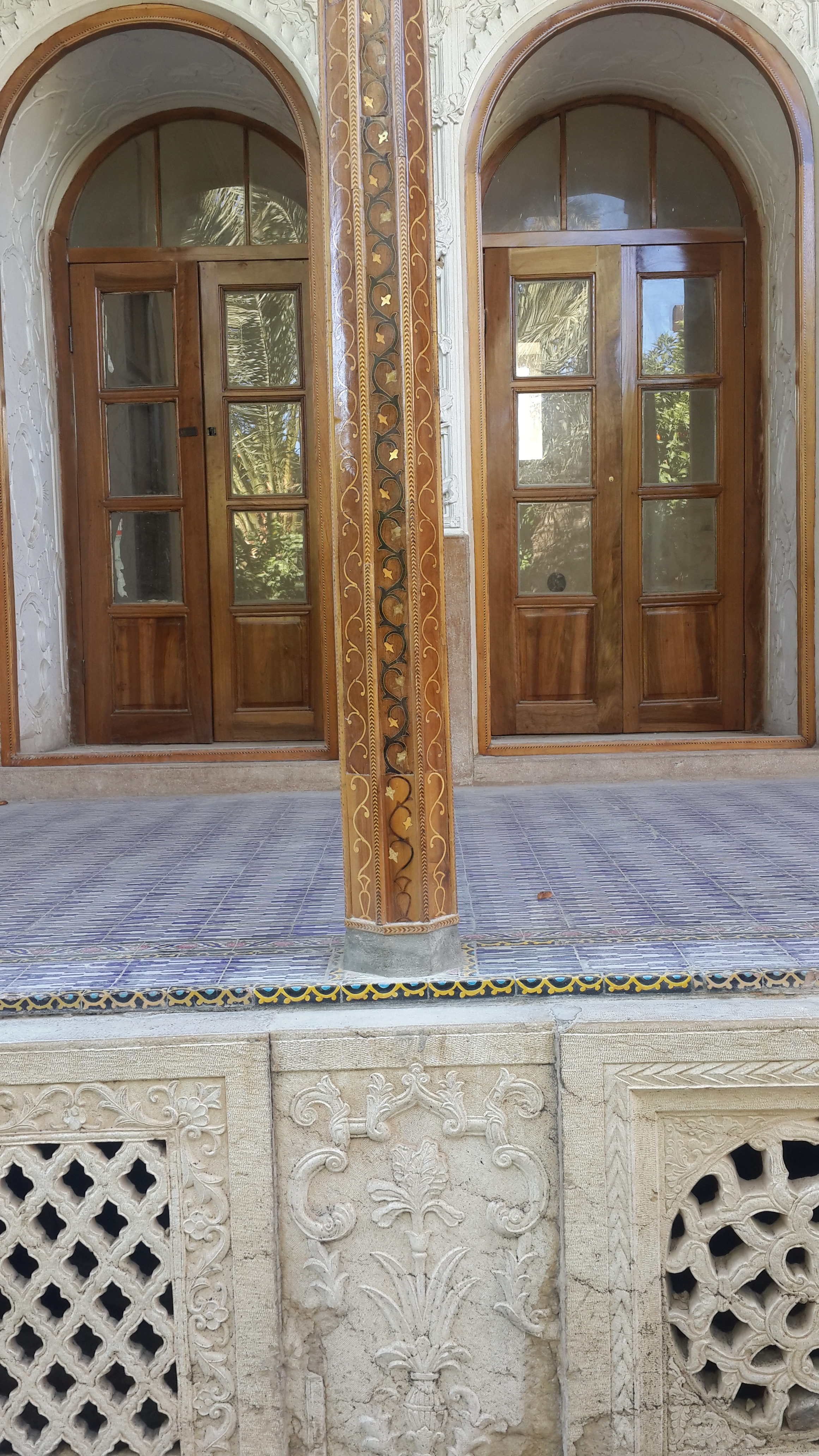
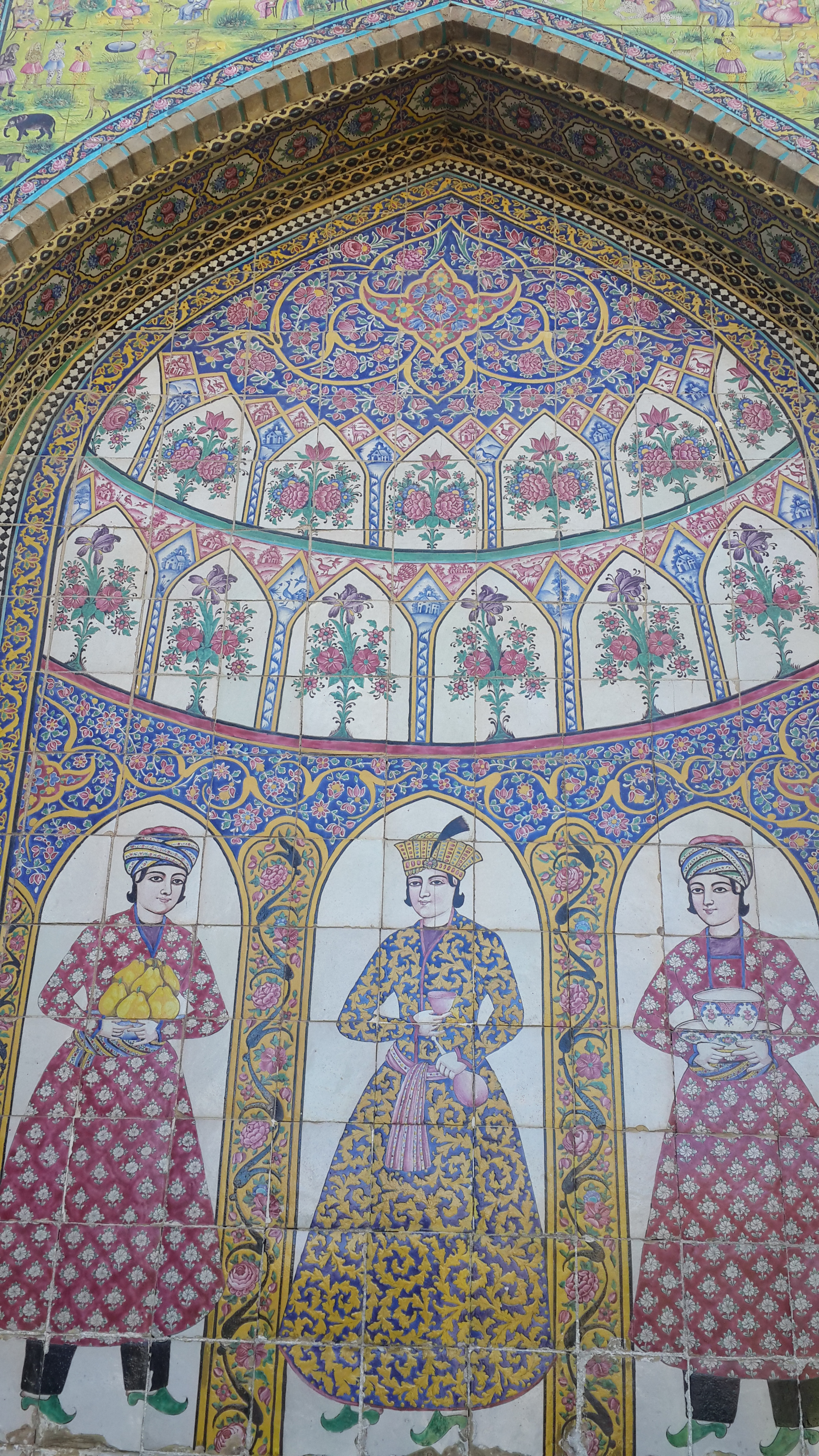
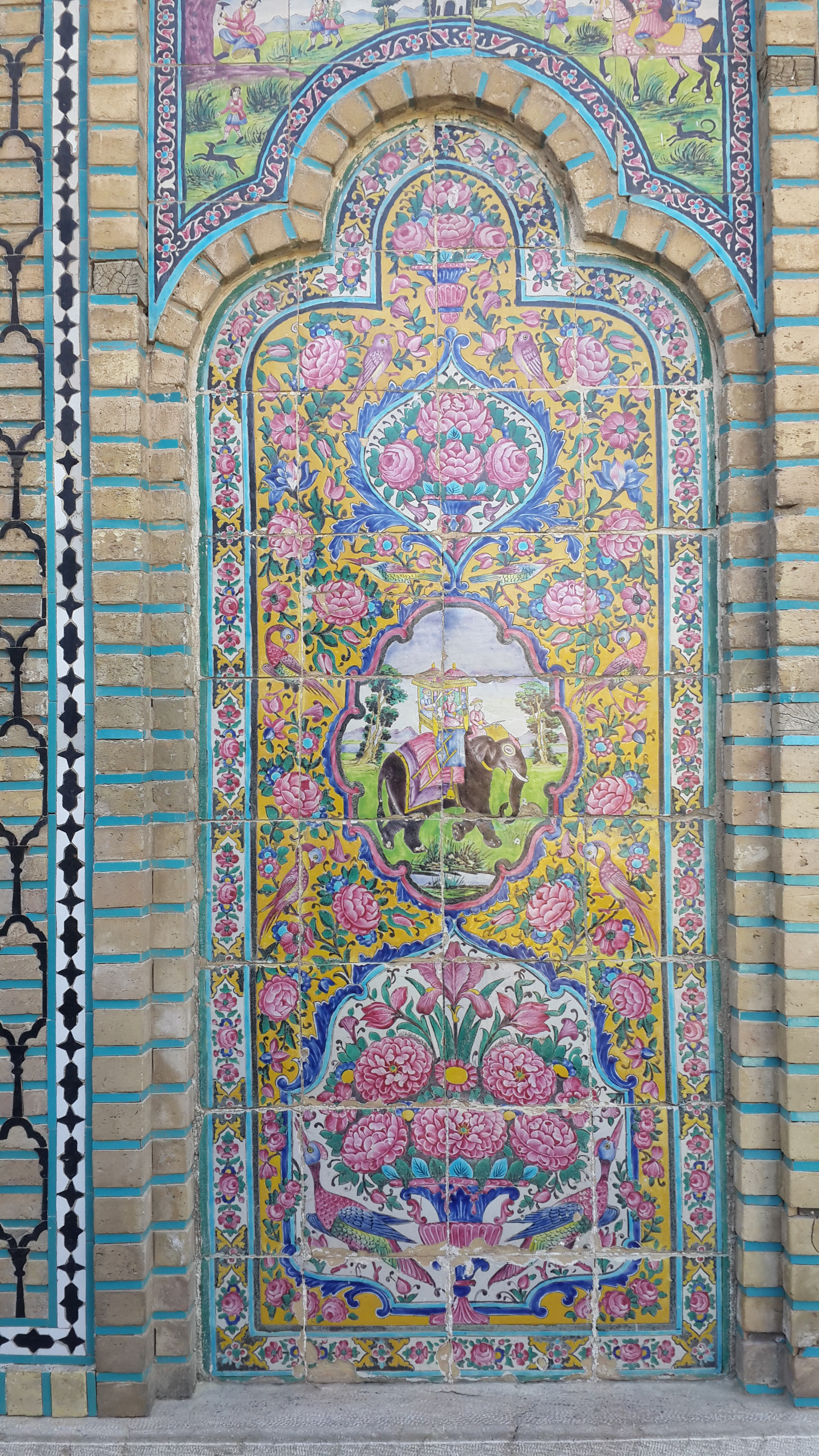
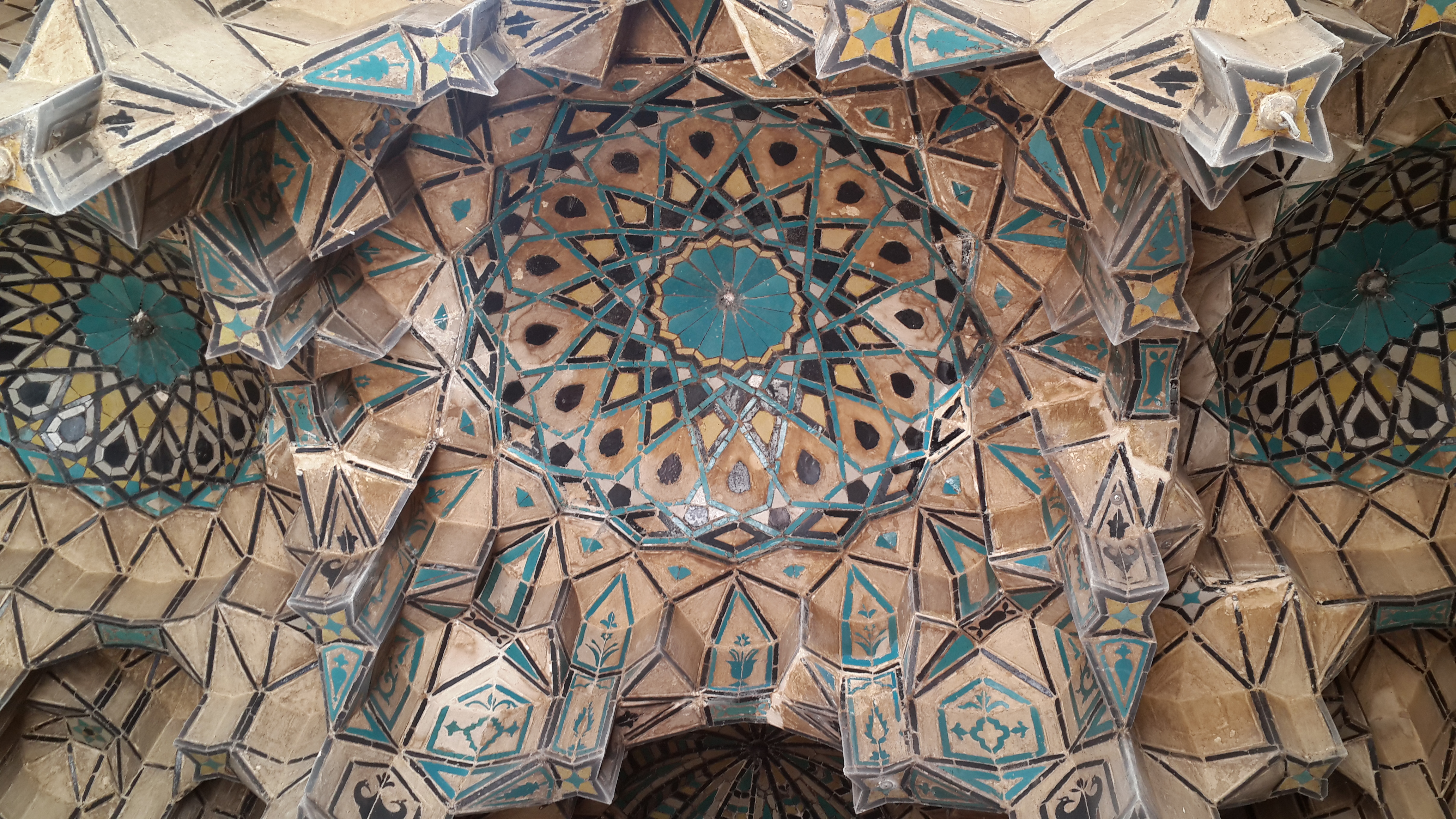
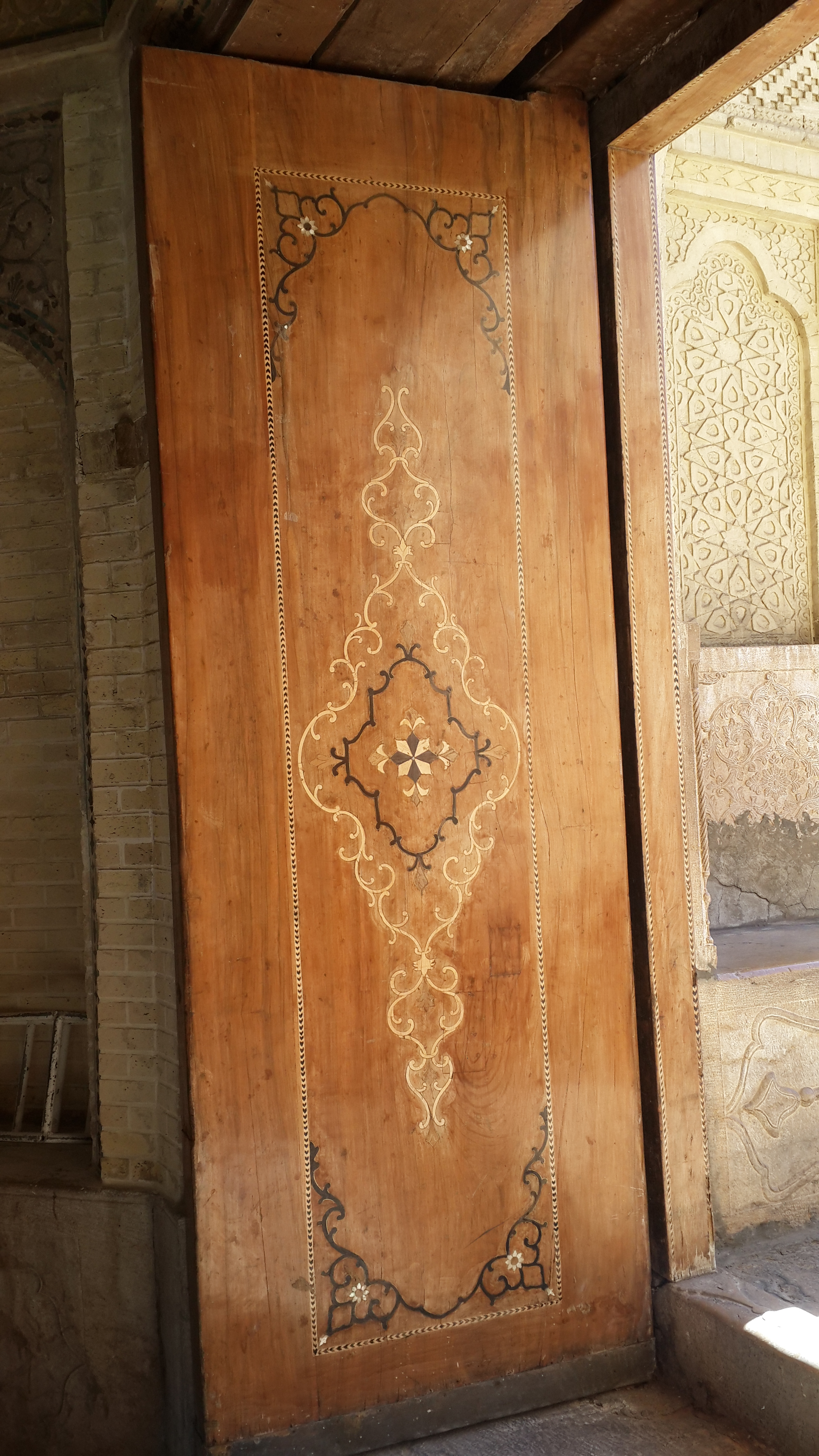
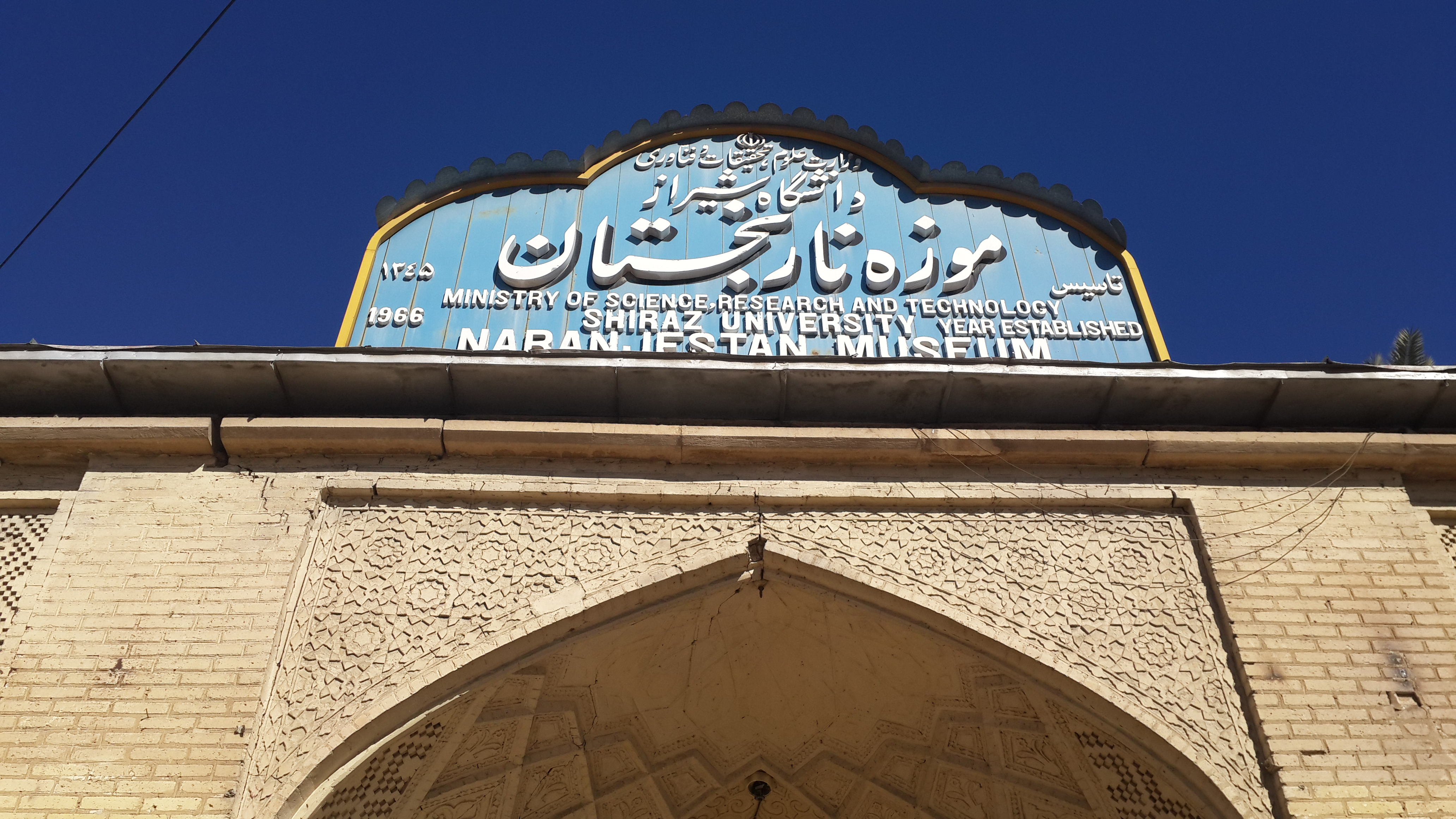
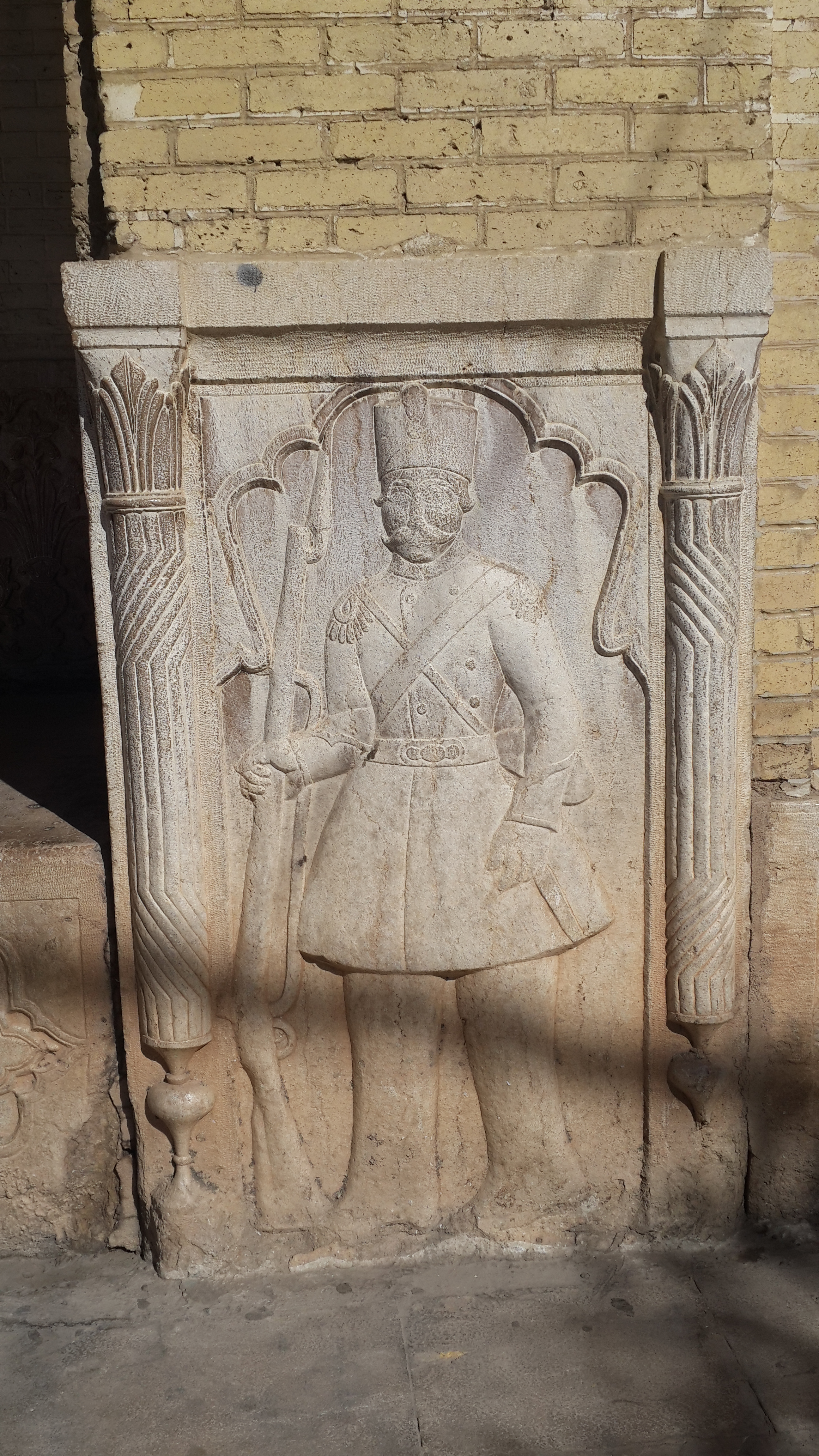